# Rat u Vijetnamu
Rat u Vijetnamu (vijetnamski: Chiến tranh Việt Nam, također poznat i pod nazivom Drugi indokineski rat, a u Vijetnamu poznat pod nazivima Rat za otpor protiv Amerike ili jednostavnije Američki rat) bio je oružani sukob u eri tzv. hladnoga rata koji se odvijao na prostorima država Vijetnama, Laosa i Kambodže u razdoblju od 1. studenoga 1955. pa sve do pada Sajgona 30. travnja 1975. godine. Taj rat zapravo je nastavak Prvog indokineskog rata (1946. – 1954.), a vodio se između Sjevernog Vijetnama – čiji su saveznici bili tadašnji Sovjetski Savez, Kina i ostale komunističke države – te vlade Južnog Vijetnama – čiji su najjači saveznik bile Sjedinjene Američke Države i druge antikomunističke zemlje. Fronta nacionalnog oslobođenja Južnog Vijetnama (Vietkong) koja je surađivala sa Sjevernim Vijetnamom učestalo je vodila gerilski rat protiv antikomunističkih snaga u regiji dok je vojska Sjevernog Vijetnama ulazila u konvencionalnije sukobe i često slala satnije s velikim brojem vojnika u bitke.
Kako je rat trajao tako se uloga Vietkonga smanjivala, a uloga vojske Sjevernog Vijetnama povećavala. Američke snage i snage Južnog Vijetnama oslanjale su se na svoju zračnu nadmoć i veliku borbenu moć zahvaljujući kojoj su pronalazili i uništavali razne operacije uključujući pješaštvo, topništvo i zračne napade. Tijekom rata, SAD su se koristile strategijom bombardiranja Sjevernog Vijetnama, a kao posljedica toga zračni prostor te države postao je najstrože branjeno područje u svijetu.
Američka vlada gledala je na američko uplitanje u rat kao na sprečavanje razvoja komunizma u Sjevernom Vijetnamu. To je bio dio veće strategije čiji je cilj bio spriječiti razvoj komunizma općenito. Prema američkoj domino teoriji, kada bi jedna zemlja postala komunistička, ostale zemlje regije bi je slijedile, a američka politika smatrala je komunističku prevlast nad cijelim Vijetnamom neprihvatljivom. S druge strane, vlada Sjevernog Vijetnama i Vietkong borili su se za ujedinjenje Vijetnama pod komunističkom vladavinom. Oni su na sukob gledali kao na kolonijalni rat kojeg su u početku morali voditi s Francuskom, a nakon toga sa SAD-om jer je Francusku podupirala vlada SAD-a, a kasnije i Južni Vijetnam koji su smatrali američkom marionetskom državom.
Od 1950. godine američki vojni savjetnici počeli su dolaziti u područje koje je tada bilo poznato kao Francuska Indokina. Ranih 60-ih godina prošlog stoljeća američka umiješanost u sukob je eskalirala s utrostručenjem vojnih trupa 1961. te ponovno 1962. godine. Nakon incidenta u Tonkinškom zaljevu 1964. godine tijekom kojeg se američki vojni brod sukobio s brzim gliserima Sjevernog Vijetnama, a nakon kojeg je donijeta Rezolucija o Tonkinškom zaljevu koja je američkom predsjedniku dala autorizaciju za povećanje vojne prisutnosti SAD-a u tom području, broj trupa SAD-a ponovno je povećan. Redovne američke borbene jedinice raspoređivane su od 1965. godine. Operacije su prešle međunarodne granice: pogranična područja Laosa i Kambodže američke snage učestalo i snažno su bombardirale pogotovo na vrhuncu svoje umiješanosti u sukob 1968. godine, iste godine kada su komunističke snage započele s velikom ofenzivom Tet. Ta ofenziva čiji je cilj bio svrgnuti vladu Južnog Vijetnama pokazala se neuspješnom, ali označila je prekretnicu rata budući je od tada američka javnost počela ozbiljno sumnjati u izjave svoje vlade o uspješnom progresu rata.
Američka razočaranost ratom dovela je do velikog povlačenja američkih kopnenih snaga kao dio politike poznate pod nazivom Vijetnamizacija čiji je cilj bio okončanje američke umiješanosti u rat te prebacivanje borbe s Komunistima na južne Vijetnamce. Unatoč mirovnom sporazumu iz Pariza kojeg su potpisale sve zaraćene strane u siječnju 1973. godine, sukobi su se nastavili. U SAD-u i većem dijelu zapadnog svijeta razvio se veliki antiratni pokret. Taj pokret postao je dijelom Kontrakulture 60-ih godina prošlog stoljeća.
Direktna američka umiješanost u sukob službeno je završila 15. kolovoza 1973. godine kao rezultat novog zakona Case-Church kojeg je donio i proveo američki Kongres. Nakon što su u travnju 1975. godine snage Sjevernog Vijetnama zauzele Sajgon, sukob je službeno okončan, a sljedeće godine Sjeverni i Južni Vijetnam postali su ujedinjeni. Tijekom rata ljudski gubitci na svim stranama bili su masovni. Procjenjuje se da se broj poginulih Vijetnamaca (vojnika i civila) kreće između 800 tisuća i 3,1 milijun. Uz to procjenjuje se da je poginulo 200 do 300 tisuća Kmera, 20 do 200 tisuća pripadnika Lao naroda te preko 58 tisuća američkih vojnika.

## Nazivi za sukob
Ratni sukob u Vijetnamu ima nekoliko različitih imena. Najčešći u upotrebi na hrvatskom jeziku je Vijetnamski rat ili Rat u Vijetnamu odnosno Vietnam War na engleskom jeziku. Rat se također naziva i Drugim indokineskim ratom te Vijetnamskim konfliktom.
Budući se u samoj Indokini dogodilo nekoliko različitih sukoba, ovaj rat je prvenstveno poznat po imenima njegovih protagonista kako bi ga se razlikovalo od ostalih. Na vijetnamskom jeziku rat je poznat pod imenom Kháng chiến chống Mỹ (Rat za otpor protiv Amerike). Također je poznat i pod nazivom Chiến tranh Việt Nam (Vijetnamski rat).
Primarne sukobljene strane u ratu su s jedne strane bile vojska Republike Vijetnam i američka vojska te, s druge strane, narodna vojska Vijetnama (najčešće nazivana vojska Sjevernog Vijetnama) i Vietkong, južno-vijetnamska komunistička gerilska vojska.

## Pozadina sukoba do 1949. godine
Francuska je kasnih 50-ih godina 19. stoljeća započela s okupiranjem Indokine, a situacija se smirila tek 1893. godine. Prema mirovnom sporazumu Huế iz 1884. godine Francuska je ustanovila kolonijalnu vlast nad Vijetnamom sljedećih sedam desetljeća. Unatoč vojnom otporu, do 1888. godine područja današnjih država Kambodže i Vijetnama postala su francuska kolonija pod imenom Francuska Indokina (Laos je kasnije također postao dijelom te kolonije). Tijekom ovog perioda oformilo se nekoliko različitih vijetnamskih pokreta otpora poput Vijetnamske nacionalističke stranke koja je pokrenula propalu pobunu Yên Bái 1930. godine, ali nitko nije bio uspješan sve do pojave Viet Minha, organizacije osnovane 1941. godine koju je kontrolirala Komunistička stranka Vijetnama, a koju su zajednički financirale SAD i Kuomintang u svojoj borbi protiv japanske okupacije.
Godine 1940., tijekom Drugog svjetskog rata, Njemačka je porazila Francusku. Francuska država (u to vrijeme poznata pod nazivom Višijska Francuska) bila je marionetska država Nacističke Njemačke. Francuske kolonijalne vlasti u Francuskoj Indokini brzo su se podložile Višijskom režimu. U rujnu 1940. godine, Japan je napao Indokinu. Nakon prekida ratovanja i početka japanske okupacije, francuske kolonijalne vlasti počele su surađivati s Japanom. Iako je Francuska nastavila voditi poslove u Indokini, u konačnici se sva moć odlučivanja nalazila u rukama Japanaca.
Koalicija Viet Minh osnovana je kao organizacija koja će se boriti za neovisnost od Francuske, ali koja se također protivila i japanskoj okupaciji 1945. godine iz istih razloga. SAD i Kuomintang podupirali su koaliciju u njihovoj borbi protiv Japana. Međutim, u početku nisu imali dovoljno vojne snage kako bi se upuštali u prave bitke. Za vođu Viet Minha, Ho Ši Mina sumnjalo se da je komunist pa ga je Kuomintang pritvorio na godinu dana.
Francuska i japanska dvostruka okupacija Indokine nastavila se sve dok njemačke trupe nisu bile izbačene iz Francuske pa su kolonijalne vlasti Francuske Indokine započele tajne razgovore sa slobodnim Francuzima. Bojeći se da više neće moći vjerovati francuskoj vlasti, japanska vojska zarobila je francuske vlasti i snage dana 9. ožujka 1945. godine i kreirala marionetsku državu Vijetnamsko carstvo pod vladavinom Baoa Đaija.
Tijekom 1944. i 1945. godine Sjeverni Vijetnam pogodila je masovna glad zbog kombinacije lošeg vremena i francusko-japanske eksploatacije (Francuska Indokina trebala je opskrbljivati Japan žitom). Procjenjuje se da je u to vrijeme od gladi umrlo između 400 tisuća i 2 milijuna ljudi (od sveukupne populacije od 10 milijuna ljudi na tom području). Iskoristivši administracijsku rupu koja je nastala francuskim zarobljeništvom, organizacija Viet Minh je u ožujku 1945. godine nagovorila stanovništvo da započne s pljačkanjem skladišta hrane te odbijanjem plaćanja poreza. Sve to rezultiralo je pljačkom između 75 i 100 skladišta. Ova pobuna protiv masovne gladi i vlasti koja je dijelom bila odgovorna za njezin nastanak učvrstila je popularnost Viet Minha pa su u tom periodu prikupili izrazito veliki broj članova.
Dana 22. kolovoza 1945. godine, nakon japanske kapitulacije, agenti Ureda za strateške usluge Archimedes Patti i Carleton B. Swift Jr. u pratnji predstavnika francuske vlade Jeana Saintenyja došli su u Hanoi na milosnu misiju kako bi oslobodili zarobljene francuske vojnike. Iako su se japanske trupe neslužbeno predale (službena kapitulacija dogodit će se 2. rujna 1945. godine u Tokiju) oni su još uvijek bili jedina sposobna snaga koja je mogla održavati zakon i red pa su ostali na vlasti te zatvorili francuske kolonijalne trupe i Saintenyja.
Tijekom mjeseca kolovoza japanske trupe ostale su neaktivne pa su Viet Minh i ostale nacionalističke skupine preuzele javne zgrade i oružja čime je započela tzv. Kolovoška revolucija. Agenti Ureda za strateške usluge nekoliko su se puta sastali s Ho Ši Minom i drugim članovima Viet Minha tijekom ovog razdoblja, a dana 2. rujna 1945. godine Ho Ši Min je pred mnoštvom od 500 tisuća ljudi u Hanoiju proglasio ustanovljenje Demokratske Republike Vijetnam. Na početku svog govora Ho Ši Min je parafrazirao američki Ustav: "Svi ljudi rođeni su jednakima. Kreator nam je svima dao nepovrediva prava: pravo na život, pravo na slobodu i pravo na ostvarenje sreće."
Kolovoškom revolucijom Viet Minh je preuzela vlast u Vijetnamu. Prema Gabrielu Kolku, Viet Minh je uživala veliku potporu javnosti, premda je Arthur J. Dommen upozoravao na "romantični pogled" njihovog uspjeha: "Viet Minhovo korištenje terora je bilo sistematsko... Stranka je sastavila listu onih koji su trebali biti smaknuti bez čekanja." Nakon poraza u ratu, japanska imperijalistička vojska dala je Vijetnamcima oružje, a službenike Višijske Francuske i njezine vojne zapovjednike držala je u zatočeništvu mjesec dana nakon kapitulacije. Viet Minh je regrutirala više od 600 japanskih vojnika i dala im zadatak obučiti Vijetnamske vojnike ili nad njima zapovijedati.
Međutim, saveznici koji su izašli kao pobjednici u Drugom svjetskom ratu - Velika Britanija, Sjedinjene Države i Sovjetski Savez - složili su se jednoglasno da područje i dalje pripada Francuskoj. Budući da Francuzi nisu imali snage odmah preuzeti Vijetnam, saveznici su se složili da će Britanske snage okupirati južni dio, dok će Kuomintang doći sa sjevera. Trupe Kuomintanga ušle su u zemlju sjeverno od 16-e paralele dana 14. rujna 1945. godine kako bi razoružale japanske trupe. Kada su se Britanske trupe iskrcale na jugu, naoružale su zarobljene francuske snage kao i dio japanskih trupa koje su kapitulirale, a sve u svrhu ponovnog zauzimanja južnog Vijetnama budući to nisu mogle učiniti same.
Na nagovor Sovjetskog Saveza, Ho Ši Min je u početku pokušao pregovarati s Francuzima koji su polako počinjali ponovno preuzimati kontrolu nad područjem. U siječnju 1946. godine organizacija Viet Minh pobijedila je na izborima diljem središnjeg i sjevernog Vijetnama. Dana 6. ožujka 1946. godine Ho je potpisao sporazum kojim dopušta francuskim snagama da zamijene snage Kuomintanga u zamjenu za francusko priznavanje Demokratske Republike Vijetnam kao "slobodne" republike unutar francuske unije. Francuzi su došli u Hanoi u ožujku, a u studenom iste godine svrgnuli su i protjerali organizaciju Viet Minh iz grada. Britanske snage napustile su područje 26. ožujka 1946. ostavivši Vijetnam u potpunosti u rukama Francuza. Uskoro poslije toga, Viet Minh je započela s gerilskim ratom protiv francuskih vojnih jedinica i tako je započeo Prvi indokineski rat.
Rat se uskoro proširio na Laos i Kambodžu gdje su Komunisti prema modelu Viet Minha organizirali pokrete Pathet Lao i Khmer Serei. U to je vrijeme u svijetu započela era hladnog rata što je, pak, značilo nemogućnost ponovnog zbližavanja velikih zapadnih sila i Sovjetskog Saveza - donedavnih saveznika u Drugom svjetskom ratu. Borba Viet Minha bila je otežana zbog nedostatka oružja; ova situacija promijenila se 1949. godine kada je Komunistička stranka Kine pobijedila u Kineskom građanskom ratu te bila slobodna opskrbiti oružjem svoje saveznike u Vijetnamu.

## Odlazak Francuza (1950. – 1954.)
U siječnju 1950. godine Kina i Sovjetski Savez priznali su Demokratsku Republiku Vijetnam sa sjedištem u Hanoiju kao legitimnu vladu Vijetnama. Sljedećeg mjeseca SAD i Velika Britanija priznale su kao legitimnu vijetnamsku vladu Državu Vijetnam sa sjedištem u Sajgonu koja se nalazila pod patronatom Francuske, a na čijem je čelu bio bivši car Bao Đai. Korejski rat koji je započeo u lipnju 1950. godine uvjerio je mnoge u Washingtonu da je rat u Indokini bio primjer komunističkog širenja pod vodstvom Sovjetskog Saveza.
U srpnju 1950. godine kineski vojni savjetnici započeli su pomagati Viet Minhu. Njihovo oružje, stručnost i radna disciplina preobratili su Viet Minh iz gerilske postrojbe u regularnu vojsku. U rujnu iste godine, SAD su oformile vojnu savjetodavnu jedinicu kao odgovor na francuski poziv za pomoć i savjete u vezi strategije, kao i za obučavanje vijetnamskih vojnika. Do 1954. godine, SAD su potrošile milijardu dolara pomažući francuskim vojnim naporima na taj način pokrivši gotovo 80% ukupnog troška rata.
Tijekom ovog razdoblja Francuzi i Amerikanci također su razgovarali i o mogućnosti korištenja tri taktička nuklearna oružja, ali izvještaji o tome koliko su ti razgovori bili ozbiljni i između koga su se odvijali i danas su samo insinuacije. Prema jednoj verziji plana tzv. Operacije Strvinar (eng. Operation Vulture), Amerikanci bi iz svojih baza u regiji poslali 60 bombardera B-29 te još dodatnih 150 borbenih zrakoplova s obližnje flote kako bi bombardirali pozicije zapovjednika Viet Minha Võa Nguyêna Giápa. Plan je uključivao opciju korištenja tri atomska oružja koja bi se bacila na navedene pozicije. Admiral Arthur W. Radford, tadašnji predstojnik američkog združnog stožera, dao je svoju potporu korištenju nuklearnog oružja. Američki borbeni zrakoplovi B-29, B-36 i B-47 mogli su izvršiti nuklearni napad kao i nosač zrakoplova iz američke flote.
Američki nosači zrakoplova došli su u Tonkinški zaljev tijekom razgovora o korištenju nuklearnog oružja te od tamo slali zrakoplove u izviđanje iznad grada Điện Biên Phủ. Prema tadašnjem Potpredsjedniku SAD-a Richardu Nixonu, plan je uključivao da članovi združnog stožera naprave nacrt korištenja tri mala taktička nuklearna oružja kao pomoć Francuzima. Nixon, tzv. "ratni jastreb" za Vijetnam, predložio je da će SAD vjerojatno morati "slati svoje dečke". Tadašnji Predsjednik SAD-a Dwight D. Eisenhower smatrao je da se Amerika ne bi trebala miješati u sukob bez Britanske potpore koji su u to vrijeme bili protiv takvog plana. U konačnici, uvjeren da su politički rizici preveliki u odnosu na mogući dobitak, Eisenhower je odbio mogućnost nuklearne intervencije. Eisenhower je bio general s pet zvjezdica i bio je izrazito oprezan u vezi miješanja SAD-a u rat u Aziji.
U međuvremenu je Viet Minh dobila krucijalnu potporu od Sovjetskog Saveza i Kine. Kineska potpora tijekom Prvog indokineskog rata 1950. godine omogućila je slanje namirnica iz Kine direktno u Vijetnam. Tijekom cijelog trajanja sukoba, američke obavještajne službe bile su skeptične oko francuskih šansi za uspjeh.
Opsada Điện Biên Phủa označila je kraj francuske uključenosti u Indokini. Giapove snage Viet Minha snažno su porazile francusku vojsku pa se 7. svibnja 1954. godine francuski vojni garnizon predao. Od 12 tisuća zarobljenih Francuza samo ih je 3 tisuće preživjelo. Na Ženevskoj konvenciji, Francuska je dogovorila prekid vatre s Viet Minhom, a Kambodži, Laosu i Vijetnamu odobrena je nezavisnost.

## Tranzicijski period
Vijetnam je privremeno bio podijeljen na 17-oj paraleli, a po odredbama Ženevske konvencije civili su u razdoblju od 300 dana mogli neometano prelaziti granicu dvaju privremenih država. Planirano je da se 1956. godine održe izbori u cijeloj državi nakon kojih bi se ustanovila jedinstvena vlada. Oko milijun sjevernjaka, uglavnom manjinskih Katolika, pobjegla je na jug u strahu od progona Komunista, a njihovoj odluci o bijegu pomogla je i američka propaganda koja se koristila sloganima poput "Djevica Marija odlazi na jug"; SAD su također financirale 93 milijuna dolara u program preseljenja koji je uključivao prijevoz izbjeglica s američkom flotom. Prebjeglo bi još minimalno dva milijuna ljudi da ih organizacija Viet Minh nije spriječila. Izbjeglice sa sjevera, uglavnom Katolici, trebali su postati snažna antikomunistička izborna jedinica za režim Ngôa Đìnha Diệma. Diem je kasnije mjesta svoje administracije popunio uglavnom Katolicima iz sjevernog i središnjeg dijela države.
Osim Katolika koji su odlazili na jug, oko 130 tisuća "revolucionara" počelo je dolaziti na sjever očekujući se vratiti na jug u roku od dvije godine. Viet Minh ostavila je između 5 i 10 tisuća profesionalnih revolucionara na jugu kao "političko-vojnu substrukturu čiji je cilj bio iredentizam". Posljednji francuski vojnici trebali su napustiti Vijetnam u travnju 1956. godine. U isto vrijeme Kina je završila s povlačenjem svojih trupa iz Sjevernog Vijetnama. Oko 52 tisuće vijetnamskih civila preselilo se s juga na sjever.
Između 1953. i 1956. godine vlada Sjevernog Vijetnama pokrenula je razne agrarne reforme uključujući "smanjenje najma" i "reformu posjeda". Te reforme donesene su kako bi se stalo na kraj zemljoposjednicima. Otkriveni dokumenti Politburoa potvrđuju da su barem jedan od tisuću sjevernih Vijetnamaca (otprilike 14 tisuća ljudi sveukupno) bili predviđeni za smaknuće zbog ranije kampanje "smanjenja najma"; broj poginulih tijekom puno radikalnije "reforme posjeda" bio je znantno veći. U to su vrijeme zemljoposjednici činili 5,68% ukupnog stanovništva, ali za većinu njih kazna je bila puno manja od smaknuća. Prema službenim dokumentima iz tog vremena, otprilike 172,008 ljudi pogubljeni su kao "zemljoposjednici" tijekom "reforme posjeda" od kojih se za njih 123,266 (odnosno 71,66%) kasnije ustanovilo da su bili pogrešno klasificirani kao zemljoposjednici.
U međuvremenu je na jugu ustanovljena Država Vijetnam s Bao Đaijem kao njezinim carem i Ngôm Đìnhom Diệmom kao njezinim premijerom (imenovan u srpnju 1954. godine). Niti SAD niti Država Vijetnam nisu potpisali ništa 1954. godine na Ženevskoj konvenciji. Uz poštovanje prema pitanju ujedinjenja, nekomunistička vijetnamska delegacija snažno se protivila bilo kakvoj podjeli Vijetnama, ali su izgubili nakon što su Francuzi prihvatili prijedlog delegata Viet Minha Phạma Văna Đồnga koji je predložio da Vijetnam ujedine izbori koji bi se održali pod nadzorom "lokalnih komisija". Amerikanci su se tome usprotivili onime što danas zovemo "Američki plan", a koji su podržavali Južni Vijetnam i Velika Britanija. Taj plan je podrazumijevao izbore za ujedinjenje pod nadzorom Ujedinjenih Naroda, ali ga je odbila sovjetska delegacija.
Američki predsjednik Eisenhower 1954. godine je napisao: "Nikada nisam razgovarao niti se dopisivao s nekim tko je nešto znao o situaciji u Indokini, a tko nije mislio da bi, da su izbori održani u vrijeme borbi, vjerojatno osamdeset posto populacije radije glasalo za Komunista Ho Ši Mina za svoga vođu nego za državnika Baa Đaija. Nedostatak vodstva i želje Baa Đaija bio je najveći faktor osjećaja koji je prevladavao kod mnogih Vijetnamaca o tome da se nemaju za što zapravo boriti." Međutim, prema dokumentima iz Pentagona u razdoblju od 1954. do 1956. godine "Ngô Đình Diệm je zbilja uspio učiniti čuda" u Južnom Vijetnamu: "Gotovo je sigurno da bi do 1956. godine udio onih koji bi ranije možda glasali za Hoa - u slobodnim izborima protiv Diema - bio puno manji od osamdeset posto." Godine 1957. nezavisni promatrači iz Indije, Poljske i Kanade koji su radili pod okriljem međunarodne kontrolne komisije ustanovili su da pošteni, nepristrani izbori nisu mogući, a također su naveli da se niti Sjeverni niti Južni Vijetnam ne pridržavaju potpisanog sporazuma o primirju.
Diem je skupa sa svojim bratom Ngôm Đìnhom Nhuom namjestio rezultate referenduma o budućnosti Države Vijetnam održanog 23. listopada 1955. godine i sebi pripisao 98,2% glasova, uključujući čak 133% iz Sajgona. Njegovi američki savjetnici predložili su mu da mu margina pobjede bude između "60 i 70 posto". Diem je, međutim, gledao na izbore kao na test autoriteta. Tri dana kasnije proglasio je Južni Vijetnam nezavisnom državom pod imenom Republika Vijetnam te proglasio sebe njezinim predsjednikom. Nešto slično napravili su Ho Ši Min i ostali komunistički službenici koji su dobili 99% glasova na "izborima" u Sjevernom Vijetnamu.
Administracija Predsjednika Eisenhowera bila je prva koja je predložila teoriju "domino efekta" čija je definicija bila da bi sve države regije slijedile onu koja bi prva pala pod sistem Komuinizma. John F. Kennedy, tadašnji američki senator, u svom govoru američkim prijateljima Vijetnama je rekao: "Burma, Tajland, Indija, Japan, Filipini te očigledno Laos i Kambodža su među onim državama čija bi sigurnost bila ugrožena kada bi se crvena plima Komunizma prelila u Vijetnam."

## Razdoblje predsjednika Diema (1955. – 1963.)

### Vladavina
Kao pobožni Rimokatolik, Diem je bio gorljivi antikomunist, nacionalist i društveni konzervativac. Povjesničar Luu Doan Huynh napisao je da je "Diem predstavljao uskogrudni i ekstremistički nacionalizam pomiješan s autokracijom i nepotizmom". Zbog toga što su bili Budisti, mnogo Vijetnamaca izražavalo je svoju zabrinutost Diemovoj posvećenosti zemlje Djevici Mariji.
Početkom ljeta 1955. godine, Diem je lansirao kampanju "Odbacimo Komunizam" tijekom koje su svi oni za koje se sumnjalo da su Komunisti ili na bilo koji način protiv nove vlade bili uhićeni, zatvoreni, mučeni ili pogubljeni. Organizirao je smrtne kazne za sve one koji su sudjelovali u "komunističkim akcijama" u kolovozu 1956. godine. Povjesničar Gabriel Kolko napisao je da je otprilike 12 tisuća ljudi za koje se sumnjalo da djeluju protiv Diema ubijeno između 1955. i 1957. godine, a da se do kraja 1958. godine otprilike 40 tisuća političkih zatvorenika nalazilo u zatvorima. Međutim, drugi povjesničar Guenter Lewy smatra da su ove brojke pretjerane te da se u zatvorima u cijeloj državi nije nalazilo više od 35 tisuća ljudi okrivljenih za sve zločine, a ne samo komunističke.
U svibnju 1957. godine Diem je otišao u desetodnevni posjed SAD-u. Predsjednik Eisenhower dao mu je svoju podršku, a u New Yorku je čak organizirana parada u Diemovu čast. Premda je Diem javno bio veličan, državni tajnik John Foster Dulles je u privatnosti iznosio tvrdnje da je Diem izabran isključivo radi nedostatka bolje alternative.
Bivši Ministar obrane Robert McNamara u knjizi Argument Without End iz 1999. godine napisao je da novi američki zaštitnici Republike Vijetnam nisu imali blagog pojma o vijetnamskoj kulturi. Znali su jako malo o njihovom jeziku i općenito dugoj povijesti te zemlje. Postojala je tendencija priključenja američkih motiva vijetnamskim akcijama, ali je Diem upozoravao da je iluzija vjerovati da će slijepo kopiranje zapadnjačkih metoda riješiti probleme u Vijetnamu.

### Pobune na jugu (1954. – 1960.)
Između 1954. i 1957. godine događao se veliki broj pobuna u selima na jugu koje je Diemova vlada uspjela ugušiti. U prvoj polovici 1957. godine u Južnom Vijetnamu vladao je mir po prvi puta nakon više od deset godina. Međutim, od sredine te godine pa sve do 1959., nasilje se povećavalo premda ga vlada "nije smatrala organiziranom kampanjom zbog toga što je neposluh bio previše raštrkan kako bi ugrozio glavne vladine izvore". Ipak, rane 1959. godine Diem je počeo smatrati navedeno nasilje organiziranom kampanjom i donio je Zakon 10/59 koji je bilo kakav oblik "političkog nasilja" kažnjavao smrću ili oduzimanjem imovine. Postojali su neki ogranci bivše organizacije Viet Minh čiji je glavni cilj bio održati izbore obećane Ženevskom konvencijom, a koji su doveli do neodobrenih štrajkova koji nisu bili povezani s drugim komunističkim i antivladinim akcijama.
U prosincu 1960. godine službeno je osnovana Fronta nacionalnog oslobođenja Južnog Vijetnama s ciljem ujedinjenja svih antivladinih aktivista, uključujući i one koji se nisu izjašnjavali Komunistima. Prema izvještajima iz Pentagona, Fronta nacionalnog oslobođenja Južnog Vijetnama (FLN) "stavila je naglasak na povlačenje američkih savjetnika i općenito američkog utjecaja iz Južnog Vijetnama, na zemljišne reforme i oslobođenje od trenutne Vlade te na koaliciju vlade i neutralizaciju cijelog Vijetnama". Imena vođa ove organizacije uglavnom su držana u tajnosti.
Razlog konstantnog oživljavanja FLN-a bili su klasni odnosi na selima. Velika većina populacije Vijetnama živjela je na selima gdje je najveći problem bila zemljišna reforma. Organizacija Viet Minh smanjila je najam i dugove te zakupljivala komunalna zemljišta uglavnom siromašnijim seljacima. Diemova vlada vratila je zemljoposjednike u sela. Ljudi koji su do tada obrađivali zemlju na kojoj su se godinama nalazili morali su je vratiti zemljoposjednicima i uz to platiti najam za nekoliko godina unatrag dok zemljoposjednika nije bilo. Vojska Južnog Vijetnama se brinula za to da seljaci plate najam.

#### Uključenost Sjevernog Vijetnama u pobune
Povjesničari imaju različita tumačenja u vezi direktne umiješanosti Sjevernog Vijetnama u organiziranju i pomoći kod pobuna u Južnom Vijetnamu prije 1960. godine. Kahin i Lewis o tome pišu:
S Kahinom i Lewisom se slaže i povjesničar Arthur Schlesinger Jr. koji ističe da je "Komunistička stranka Sjevernog Vijetnama tek u rujnu 1960. godine dala svoj službeni blagoslov za pobune i nazvala ih oslobođenjem juga od američkog imperijalizma".
Za razliku od gore navedenog, Jeffery Race je intervjuirao nekoliko komunističkih prebjega koji su ovakve demante smatrali "vrlo zabavnima" i koji su "uz humor komentirali da je Komunistička stranka Sjevernog Vijetnama očigledno bila pretjerano uspješna u skrivanju svoje uloge u pobunama". James Olson i Randy Roberts ističu da je Sjeverni Vijetnam odobrio malu pobunu u prosincu 1956. godine. Kako bi se suzbila optužba da je Sjeverni Vijetnam prekršio odredbe Ženevske konvencije, tijekom komunističke propagande neovisnost FLN-a je konstantno bila naglašavana.
U ožujku 1956. godine južnjački komunistički vođa Le Duan predstavio je ostalim članovima Politburoa u Hanoiju plan oživljavanja pobune pod nazivom "Put do Juga" (The Road to the South), ali budući su se u to vrijeme i Kina i Sovjetski Savez protivili konfrontaciji, njegov je plan bio odbijen. Međutim, vodstvo Sjevernog Vijetnama odobrilo je privremene mjere da se oživi južnjačka pobuna u prosincu 1956. godine. Komunističke snage nalazile su se pod jednom komandnom strukturom sve do 1958. godine. Komunistička stranka Sjevernog Vijetnama na svojoj sjednici u siječnju 1959. godine odobrila je "rat ljudi" na jugu, a u svibnju iste godine osnovala je Grupu 559 koja bi održala i proširila Ho Ši Minov put koji je obuhvaćao i područje Laosa. Prve godine navedene operacije tim putem poslano je oko pet stotina ljudi. Prva isporuka oružja tim putem ostvarena je u kolovozu 1959. godine.
Te iste godine Sjeverni Vijetnam je napao Laos, a do 1961. godine koristio je gotovo 30 tisuća ljudi koji su trebali sagraditi puteve invazije kroz Laos i Kambodžu. Oko 40 tisuća komunističkih vojnika infiltriralo se na jug u razdoblju od 1961. do 1963. godine. Sjeverni Vijetnam poslao je 10 tisuća vojnika svoje vojske da napadnu jug 1964. godine, a do sljedeće godine ova brojka popela se na stotinu tisuća vojnika.

## Razdoblje predsjednika Kennedyja (1961. – 1963.)
Na američkim predsjedničkim izborima 1960. godine senator John F. Kennedy porazio je tadašnjeg potpredsjednika Richarda Nixona. Premda je predsjednik Eisenhower upozoravao Kennedyja na Laos i Vijetnam, u to vrijeme Europa i Latinska Amerika "bili su mu u većem vidokrugu nego Azija". Tijekom svog prvog obraćanja naciji za vrijeme inauguracije, Kennedy je dao ambicioznu zakletvu da će "platiti bilo koju cijenu, nositi bilo kakav teret, suočiti se s bilo kakvim poteškoćama, podržati svakog prijatelja i usprotiviti se svakom neprijatelju kako bi osigurao opstanak i uspjeh slobode". U lipnju 1961. godine vodio je žestoke pregovore sa sovjetskim premijerom Nikitom Hruščovom tijekom njihovog sastanka u Beču na kojem su razgovarali o glavnim problemima između SAD-a i Sovjetskog Saveza.
Kennedyjeva administracija uglavnom je ostala privržena vanjskoj politici hladnog rata koju je naslijedila od Trumanove i Eisenhowerove administracije. Godine 1961. SAD su imale oko 50 tisuća trupa u Koreji, a Kennedy se suočio s krizom na tri različite fronte - neuspjeh Invazije u Zaljevu svinja, izrada Berlinskog zida i pregovorima između prozapadnjačke vlade Laosa i komunističkog pokreta Pathet Lao. Ove krize uvjerile su Kennedyja da bi još jedan poraz SAD-a u pokušaju dobivanja kontrole i sprečavanja razvoja Komunizma mogao dokrajčiti američki kredibilitet kod njegovih saveznika te uništiti američku reputaciju. Zbog toga je Kennedy bio prisiljen "povuči crtu u pijesku" i spriječiti komunističku pobjedu u Vijetnamu. Odmah nakon sastanka s Hruščevom u Beču, Kennedy je Jamesu Restonu iz New York Timesa izjavio: "Sada imamo problem učiniti našu moć vjerodostojnom, a Vijetnam izgleda kao pravo mjesto za to."
U svibnju 1961. godine američki potpredsjednik Lyndon B. Johnson posjetio je Sajgon i entuzijastično proglasio Diema "Winstonom Churchillom Azije". Upitan zbog čega je dao taj komentar, Johnson je odgovorio: "Diem je naš jedini dečko kojeg tamo imamo". Johnson je uvjerio Diema da će mu osigurati još više borbenih snaga kako bi se odupro Komunistima.
Kennedyjeva politika prema Južnom Vijetnamu ležala je na pretpostavci da će Diem i njegove snage u konačnici sami poraziti gerilu. Bio je protiv slanja američkih borbenih snaga te izjavio da bi "slanje velikog broja američkih postrojbi u taj dio svijeta danas, premda bi u početku moglo imati pozitivne vojne učinke, u godinama koje slijede moglo dovesti do štetnih političkih i vojnih posljedica". Međutim, kvaliteta vojske Južnog Vijetnama nije se podigla. Loše rukovodstvo, korupcija i političke promocije igrale su veliku ulogu u slabljenju vojske Južnog Vijetnama. Učestalost gerilskih napada samo je bilo dodatno ulje na vatru. Dok je podrška Vietkongu iz Hanoija igrala značajnu ulogu, nesposobnost vlade Južnog Vijetnama ipak je bila najviše odgovorna za nastalu krizu.
Kennedyjevi savjetnici Maxwell Taylor i Walt Rostow predložili su mu da pošalje američke snage u Južni Vijetnam prerušene u radnike koji se bore protiv poplava. On je tu ideju odbio, ali je ponovno pojačao vojnu pomoć. U travnju 1962. godine John Kenneth Galbraith upozorio je Kennedyja na "opasnost da ćemo zamijeniti Francuze kao nova kolonijalna sila u tom dijelu svijeta i krvariti kao što su krvarili i Francuzi". Do studenoga 1963. godine u Južnom Vijetnamu nalazilo se 16 tisuća američkog vojnog osoblja, dok je u razdoblju Eisenhowerove administracije tamo bilo svega njih 900.
Kasne 1961. godine pokrenut je tzv. Strategic Hamlet Program. Radilo se o programu kojeg su zajedno pokušali provesti SAD i Južni Vijetnam, a čiji je cilj bio pokušaj preseljenja populacije iz zaselaka u izgrađene kampove. Program je započeo početkom 1962. godine, a uključivao je nekoliko prisilnih preseljenja i segregaciju ruralnih stanovnika Južnog Vijetnama u nove zajednice gdje bi seljaci bili izolirani od komunističkih pobuna. SAD i Južni Vijetnam nadali su se da će ove nove zajednice pružiti sigurnost seljacima i pojačati vezu između njih i centralne vlade. Međutim, do studenoga 1963. godine program je oslabio, a službeno je okončan 1964. godine.
Dana 23. srpnja 1962. godine četrnaest nacija uključujući Kinu, Južni Vijetnam, Sovjetski Savez, Sjeverni Vijetnam i SAD potpisalo je sporezum kojim se obećava poštovanje neutralnosti Laosa.

### Svrgnuće i atentat na predsjednika Diema
Nesposobnost vojske Južnog Vijetnama najbolje se vidjela na primjeru izgubljene bitke kod Ap Baca dana 2. siječnja 1963. godine u kojoj je mala skupina pripadnika Vietkonga uspjela odbiti puno veće i bolje opremljene snage Južnog Vijetnama čiji mnogi zapovjednici uopće nisu niti željeli stupiti u borbu. Povjesničar James Gibson zaključio je: "Strategijski plan zaselaka je propao... Režim Južnog Vijetnama bio je nesposoban pridobiti seljake zbog svoje povezanosti sa zemljoposjednicima. U smislu relativno stabilnog političkog saveza i funkcionalne birokracije, "režim" nije postojao. Umjesto toga građanska vlada i vojne operacije su praktički prestale. Fronta nacionalnog oslobođenja Južnog Vijetnama (Vietkong) napravila je veliki pomak unaprijed i bila je blizu proglašenja privremene revolucionarne vlade u velikim područjima."
U spomenutoj bitci snage Južnog Vijetnama prevodio je general Huỳnh Văn Cao, najodaniji Diemov čovjek. Cao je bio Katolik koji je do čina generala više stigao zbog religije i vjernosti nego zbog svojih vlastitih sposobnosti, a njegov glavni posao je bio suzbiti pobune; tijekom jednog komunističkog napada čak je i povraćao. Neki političari u Washingtonu počeli su zaključivati da je Diem nesposoban poraziti Komuniste te da bi čak mogao sklopiti i sporazum s Ho Ši Minom. Činilo se da je jedino što želi suzbiti pobune, a postao je i paranoičan nakon pokušaja atentata 1960. i 1962. godine koje je znao donekle pripisivati i samom SAD-u. Robert F. Kennedy je izjavio: "Diem nije želio napraviti niti najmanji ustupak. Postao je čovjek kojeg je bilo teško urazumiti..."
Nezadovoljstvo Diemovom politikom još više je došlo do izražaja nakon pucnjave u gradu Huếu tijekom koje je ubijeno devetero Budista koji su protestirali protiv zabrane postavljanja Budističke zastave na Budin rođendan. Rezultat pucnjave bili su masovni prosvjedi protiv diskriminatorske politike koja je davala prednost Katoličkoj Crkvi i njezinim sljedbenicima. Diemov stariji brat Ngô Đình Thục bio je Nadbiskup Huếa koji je agresivno "zamaglio" odvojenost Crkve i države. Thucove proslave raznih obljetnica prije Budinog rođendana uglavnom je financirala vlada, a Vatikanske zastave bile su ponosno podignute. Tijekom Diemove vladavine također su postojali izvještaji i svjedočanstva o uništavanju budističkih Pagoda koje su počinjavali katolički paramilitarci. Diem je, međutim, odbio ustupiti budstičkoj većini ili preuzeti odgovornost za njihovu smrt. Dana 21. kolovoza 1963. specijalne postrojbe vojske Južnog Vijetnama pukovnika Lêa Quanga Tunga, odane Diemovom mlađem bratu Ngôu Đìnhu Nhuu pretresale su pagode diljem Vijetnama uzrokujući oštećenja i uništenja tih građevina te smrt stotina ljudi. 
Sredinom 1963. godine američki dužnosnici počeli su razmatrati mogućnost promjene režima. Državno tajništvo Sjedinjenih Američkih Država uglavnom je bilo za podizanje puča, dok je Ministarstvo obrane i dalje favoriziralo Diema. Kao glavna stvar u predloženim promjenama postavljeno je uklanjanje Diemovog mlađeg brata Nhua koji je kontrolirao tajnu policiju i specijalne postrojbe, a na kojeg se gledalo kao na glavnog i odgovornog čovjeka za budističku represiju te kao na arhitekta Ngoove obiteljske vladavine. Ovaj prijedlog prenijet je američkoj ambasadi u Sajgonu putem tzv. Telegrama 243.
Središnja obavještajna agencija (CIA) nalazila se u kontaktu s generalima koji su planirali ukloniti Diema. Rečeno im je da se SAD neće protiviti takvom potezu niti će kazniti generale prekidanjem pomoći. Predsjednik Diem je uklonjen s vlasti i smaknut skupa sa svojim bratom dana 2. studenoga 1963. godine. Kada je predsjednik Kennedy o navedenom bio obaviješten, prema izjavi Maxwella Taylora "samo je izjurio iz sobe sa šokiranim i zaprepaštenim izrazom na licu." On nije odoborio Diemovo ubojstvo. Američki ambasador u Južnom Vijetnamu, Henry Cabor Lodge, pozvao je vođe pobune u ambasadu i čestitao im. Ambasador Lodge obavijestio je Kennedyja da "su trenutačni izgledi da rat neće još dugo trajati".
Nakon puča uslijedio je kaos. Hanoi je iskoristio priliku i pojačao svoju potporu gerilskim borcima. Južni Vijetnam ušao je u period ekstremne političke nestabilnosti budući je u brzoj sukcesiji jedna vojna vlada smijenjivala drugu. Komunisti su na svaki novi režim u Južnom Vijetnamu gledali kao na novu američku marionetu; bez obzira na Diemove nedostatke, njegova reputacija kao nacionalista (kako je Robert McNamara kasnije ustvrdio) bila je besprijekorna.
Američki vojni savjetnici nalazili su se na svakom nivou vojnih snaga Južnog Vijetnama. Međutim, bili su kritizirani zbog ignoriranja političke prirode pobune. Kennedyjeva administracija željela se fokusirati na pomirenje i "pobjedu korištenjem srca i uma" naroda. Ipak, vojni stratezi u Washingtonu bili su protivnici bilo kakve druge uloge američkih savjetnika osim one konvencionalne - obučavanjem vojnih trupa. General Paul Harkins, zapovjednik američkih snaga u Južnom vijetnamu, povjerljivo je prognozirao pobjedu do Božića 1963. godine. CIA je, međutim, bila manje optimistična upozoravajući da je "Vietkong de facto i dalje u većinskoj kontroli sela Južnog Vijetnama te da postepeno povećava i uspijeva u svojim naporima".
Paravojni službenici iz Odjela za posebne aktivnosti CIA-e trenirali su i predvodili Hmong plemena iz Laosa u Vijetnam. Domaće snage imale su se u desecima tisuća i vodile su direktne misije, vođene paravojnim službenicima, protiv komunističkih snaga Pathet Laoa i njihovih pristalica iz Sjevernog Vijetnama. CIA je također vodila i tzv. Phoenix Program te posebnu vojnu skupinu čije je originalno ime bilo Special Operations Group, ali koje je kasnije promijenjeno zbog tajnosti njihovih misija.

## Razdoblje predsjednika Johnsona (1963. – 1969.)
Nakon što je 22. studenoga 1963. godine ubijen predsjednik Kennedy, dotadašnji potpredsjednik Lyndon B. Johnson preuzeo je predsjedničke ovlasti i u početku svog mandata pitanje Vijetnama nije smatrao prioritetom budući je više pažnje posvećivao svojim programima "Veliko društvo" (eng. Great Society) te drugim društvenim reformama. Predsjednički pomoćnik Jack Valenti se prisjeća: "U to vrijeme pitanje Vijetnama nije bilo veće od ljudske šake na obzoru. Jedva da smo i diskutirali u vezi Vijetnama budući tada to još nije bila velika stvar."
Dana 24. studenoga 1963. godine Johnson je izjavio da "bitka protiv Komunizma... mora biti udružena... snagom i odlučnošću." Ta zakletva došla je u vrijeme kada se situacija u Južnom Vijetnamu počela pogoršavati, pogotovo na mjestima poput Mekong Delte zbog posljednje pobune protiv Diema. Johnson je obrnuo Kennedyjevu politiku distanciranja od Vijetnama pa je umjesto povlačenja 1000 vojnih snaga do kraja 1963. godine (Kennedyjeva rezolucija od 11. listopada) dana 26. studenoga donio svoju rezoluciju kojom je proširio ratno djelovanje.
Vojno revolucionarno vijeće koje se sastalo umjesto snažnih vođa Južnog Vijetnama sastojalo se od 12 članova čiji je voditelj bio general Duong Van Minh kojeg je novinar Stanley Karnow kasnije opisao kao "oličenje letargije". Američki ambasador u Južnom Vijetnamu Lodge, frustriran završetkom godine, poslao je telegram u vezi Minha: "Hoće li on biti dovoljno jak da preuzme stvar u svoje ruke?" Već u siječnju 1964. godine general Nguyễn Khánh svrgnuo je režim generala Minha. U kratkom vremenu dogodilo se još nekoliko što uspješnih, što neuspješnih pučeva koji su doprinosili vojnoj nestabilnosti države.
Dana 2. kolovoza 1964. godine američki vojni razarač USS Maddox je, tijekom obavještajne misije uzduž obale Sjevernog Vijetnama, navodno zapucao i oštetio nekoliko torpedo brodova koji su se nalazili na misiji uhođenja u Tonkinškom zaljevu. Dva dana kasnije prijavljen je drugi napad u istom području, ali ovaj put na američke razarače USS Turner Joy i USS Maddox. Okolnosti napada bile su mutne. Lyndon Johnson rekao je državnom podtajniku Georgeu Ballu da su "ti mornari možda pucali na leteće ribe."
Navodni drugi napad na američku mornaricu doveo je do osvetničkog zračnog napada, pa je američki Kongres odobrio rezoluciju Tonkinškog zaljeva dana 7. kolovoza 1964. godine koju je potpisao Johnson, a koja mu je dala ovlast da može krenuti s vojnim operacijama duž jugoistočne Azije bez prethodne objave rata. Premda su članovi Kongresa u to vrijeme nijekali da se radi o službenoj objavi rata, Tonkinška rezolucija dala je Predsjedniku jednostranu moć kretanja u rat, ako bi on to smatrao neophodnim. Istoga mjeseca, Johnson je izjavio da on "...ne šalje američke dečke da vode rat za koji smatram da ga trebaju voditi dečki iz Azije kojima je zadatak očuvati vlastitu zemlju."
Otvoreni dosjei Nacionalne agencije za sigurnost iz 2005. godine, međutim, otkrili su da nije bilo nikakvog napada 4. kolovoza. Već ranije je cijeli događaj doveden u pitanje. Louise Gerdes je napisala: "Incident u Tonkinškom zaljevu je često citirani primjer načina na koji je Johnson obmanjivao američki narod kako bi od njih dobio potporu za vanjsku politiku Vijetnama." Ipak, George C. Herring ističe da McNamara i Pentagon "nisu svjesno lagali o navodnim napadima, već da su očigledno bili raspoloženi za odmazdu te da su djelovali na temelju dostupnih 'dokaza' koji su ukazivali na ono u što su oni u tom trenutku željeli vjerovati da se dogodilo."
Početkom 1959. godine snage Vietkonga imale su 5 tisuća ljudi, a do kraja 1964. godine taj broj narastao je na gotovo 100 tisuća vojnika... Samo između 1961. i 1964. godine vojna snaga podigla se s oko 850 tisuća na gotovo milijun ljudi. Brojke poslanih američkih vojnika u istom periodu su bile potpuno drugačije; s početnih 2 tisuće 1961. godine broj se naglo podigao na 16 i pol tisuća 1964. godine. Početkom 1965. godine, Vietkong je uništio otprilike 7559 vijetnamskih zaselaka.
Vijeće za nacionalnu sigurnost predložilo je bombardiranje Sjevernog Vijetnama u tri čina. Dana 2. ožujka 1965. godine, nakon napada na američke barake u kojima su bili stacionirani Marinci u Pleikuu započele su operacije Flaming Dart, Rolling Thunder i Arc Light. Namjera navedenih bombaških kampanja kojima se prijetilo uništiti zračnu obranu Sjevernog Vijetnama i njegovu industrijsku infrastrukturu, a koje će u konačnici trajati pune tri godine, bila je prisiliti snage Sjevernog Vijetnama da prestanu davati svoju podršku Vietkongu. Bombardiranje je također služilo i u svrhu podizanja morala trupa Južnog Vijetnama. U razdoblju između ožujka 1965. i studenoga 1968. godine, samo operacija Rolling Thunder potapala je sjeverni dio države s milijunima projektila, raketa i bombi.
Sjeverni Vijetnam nije bilo jedino područje bombardiranja. Tijekom navedenog razdoblja provedene su i druge operacije na drugim područjima, poput operacija Commando Hunt čiji su cilj bili drugi dijelovi Vietkonga i infrastrukture vojske Sjevernog Vijetnama. Ta područja uključivala su Ho Ši Minov put koji je prolazio kroz Laos i Kambodžu. Međutim, cilj sprečavanja Sjevernog Vijetnama i Vietkonga nikada nije postignut. Jedan zapovjednik je napisao "da se ovdje radi o političkom ratu za koji je potrebno diskriminirati ubojstva. Najbolje oružje... bio bi nož... Najgore oružje je zrakoplov." Tadašnji Predsjednik združnog stožera američkog ratnog zrakoplovstva Curtis LeMay, međutim, dugo vremena zagovarao je nanošenje poražavajućeg udara Vijetnamu bombardiranjem te napisao da bi "Komuniste trebalo bombardirati sve dok ih ne vratimo u Kameno doba."

### Eskalacija sukoba
Nakon nekoliko uzastopnih napada odlučeno je da baze američkog ratnog zrakoplovstva trebaju veću zaštitu budući se činilo da im vojska Južnog Vijetnama sama ne može pružiti sigurnost. Dana 8. ožujka 1965. godine u Južni Vijetnam poslano je tri tisuća Američkih marinaca. Ovo je ujedno označilo početak američkog ratovanja u Vijetnamu. U to vrijeme američko javno mnijenje većinski je bilo za slanje trupa u jugoistočnu Aziju.
U izjavi sličnoj onoj koju je dao Francuzima gotovo dva desetljeća ranije, Ho Ši Min je upozorio da ako "Amerikanci žele ratovati narednih dvadeset godina, tada ćemo ratovati narednih dvadeset godina. Ako žele mir, sklopit ćemo mir i pozvati ih na poslijepodnevni čaj". Prema očitovanju prvog zamjenika ministra vanjskih poslova Trana Quanga Coa, primarni cilj rata bio je ujediniti Vijetnam i osigurati njegovu nezavisnost. Drugi su smatrali da politika Sjevernog Vijetnama nije bila srušiti ostale nekomunističke vlade jugoistočne Azije. Međutim, izvještaji iz Pentagona upozoravali su na "opasan period vijetnamskog širenja... Laos i Kambodža bile su lake mete takvog Vijetnama... Tajland, Malezija, Singapur pa čak i Indonezija mogli bi biti sljedeći."
Početni zadatak Marinaca bio je striktno obrambeni. U ožujku 1965. godine poslano je 3,500 marinaca, a ta brojka je samo do prosinca iste godine narasla na čak 200 tisuća. Američka vojska dugi niz godina obučavala se isključivo za ofenzivno ratovanje. Bez obzira na politiku, zbog svog vojničkog obrazovanja američki zapovjednici nisu bili prikladni za vođenje obrambenih misija. U prosincu 1964. godine snage Južnog Vijetnama teško su poražene u bitci kod Bình Giã. Iako su ranije komunističke snage provodile gerilske taktike, u ovoj bitci porazile su jake južnovijetnamske trupe konvencionalnim načinom ratovanja. Kasnije je vojska Južnog Vijetnama ponovno poražena u lipnju 1965. godine u bitci kod Đồng Xoàija.
Dezerterstvo se pojačavalo, a moral vojnika je opadao. General William Westmoreland izvijestio je američkog admirala Granta Sharpa Jr-a. da je situacija kritična. Izjavio je: "Uvjeren sam da američke trupe sa svojom energijom, mobilnošću i borbenom moći mogu uspješno preuzeti bitku protiv Vietkonga". Uz ovaj prijedlog, Westmoreland je zagovarao još agresivnije slanje američkih trupa te stavljanje vojske Južnog Vijetnama "sa strane" kako bi Amerikanci preuzeli stvar u svoje ruke. Ignorirajući vojsku Južnog Vijetnama, američka involviranost u sukob postala je puno jača. Westmoreland je zamislio plan dobivanja rata u tri faze:
- Prva faza - predanost američkih snaga (i ostalih snaga slobodnog svijeta) radi zaustavljanja gubitničkog trenda do kraja 1965. godine.
- Druga faza - snažne ofenzivne akcije američkih trupa i njihovih saveznika kako bi se uništila gerila i druge organizirane neprijateljske snage. Ova faza završila bi nakon što bi neprijatelj postao istrošen, stavljen u obrambenu poziciju i izbačen iz velikih naseljenih područja.
- Treća faza - za slučaj neprijateljske ustrajnosti, uslijedio bi period od dvanaest do osamnaest mjeseci nakon druge faze kako bi se konačno uništile sve neprijateljske snage u ostalim manje naseljenim područjima.[171]

Predsjednik Johnson je navedeni plan odobrio, a njegovo odobravanje značilo je veliko odstupanje od inzistiranja prijašnje administracije da je vlada Južnog Vijetnama sama odgovorna za poražavanje gerile. Westmoreland je predvidio pobjedu do kraja 1967. godine. Johnson, međutim, o navedenoj promjeni u strategiji ratovanja nije obavijestio medije već je umjesto toga naglašavao kontinuitet.
Uskoro su američki vojnici krenuli na odrađivanje jednogodišnjih tura u Vijetnamu bez pretjerano iskusnog vodstva. Jedan promatrač je napisao: "Nismo bili u Vijetnamu 10 godina, već tijekom jedne godine 10 puta." Kao rezultat vremenskog trajanja vojnog roka, programi obučavanja vojnika bili su skraćeni.
Washington je počeo ohrabrivati svoje saveznike da i oni pošalju trupe pa su Australija, Novi Zeland, Južna Koreja, Tajland i Filipini to i učinili. Međutim, veliki NATO saveznici Kanada i Velika Britanija odbili su zahtjev iz Washingtona za slanjem svojih trupa u Vijetnam. Amerikanci i njihovi saveznici uskoro su započeli s nizom kompleksnih vojnih operacija poput operacija Masher, Attleboro, Cedar Falls i Junction City. Međutim, komunistički pobunjenici ostali su jaki i demonstrirali su veliku taktičku fleksibilnost.
U međuvremenu se dolaskom na čelo države premijera Nguyena Caoa Kyja politička situacija u Južnom Vijetnamu počela stabilizirati. S njim je na čelo došao i šef države general Nguyễn Văn Thiệu. Njihovim dolaskom završila je serija pučeva koji su se znali događati i po par puta godišnje. Godine 1967. Thieu je postao predsjednik, a Ky njegov zamjenik nakon namještenih izbora. Premda su nominalno bili građanska vlada, Ky je trebao održati moć koristeći vojsku. Ipak, Theiu ga je nadmudrio tako što je vojničke činove davao generalima iz svoje frakcije. Thieu je također bio osumnjičen za ubojstva Kyjevih lojalista, premda je tvrdio da se radilo o vojnim nesrećama. Nepovjerljivi i neodlučni Thieu je ostao predsjednik sve do 1975. godine, nakon što je pobijedio na izborima 1971. godine na kojima je bio jedini kandidat.
Johnsonova administracija se prema vlastitim medijima koristila "politikom minimalne iskrenosti". Državni službenici koji su obavještavali medije o vojnim operacijama uglavnom su davali priče koje su naglasak stavljale na progres samog rata. Tijekom vremena, upravo je ova politika snažno utjecala na promjenu mišljenja javnosti o samom ratu. Postepeno su se vijesti o ratu u medijima i vijesti koje su dolazile iz Pentagona u mnogome počele razlikovati, a sve to počelo je stvarati rupu u kredibilitetu američke javnosti prema vlastitoj vladi.

### ofenziva Tet
Krajem 1967. godine komunističke snage namamile su američke u zaleđe sela Đắk Tô u bitku za Khe Sanh, mjesto na kojem su se SAD željele boriti zbog toga što su tamo mogle u potpunosti upotrijebiti svoju borbenu moć ne bojeći se za eventualne civilne žrtve. Međutim, dana 31. siječnja 1968. godine vojske Sjevernog Vijetnama i Vietkonga prekršile su primirje koje je tradicionalno bilo povezano s blagdanom Tet (vijetnamskom Novom godinom) i krenule u najveću bitku Vijetnamskog rata, tzv. ofenzivu Tet u nadi da će njome izazvati narodni ustanak. Preko 85 tisuća trupa napalo je preko 100 gradova uključujući napade na sjedište generala Williama Westmorelanda i američku ambasadu u Sajgonu.
Premda su američke snage i snage Južnog Vijetnama u početku bile šokirane razmjerom urbane ofenzive, vrlo brzo su uzvratile i desetkovale redove Vietkonga. U bivšem glavnom gradu Hueu, zajedničke trupe Vietkonga i vojske Sjevernog Vijetnama zauzele su imperijalističku tvrđavu i većinu grada te masakrirali preko 3 tisuće nenaoružanih tamošnjih civila. Kasnije u tzv. bitci kod Huea, američke snage koristile su masivnu borbenu moć i ostavile 80 posto grada u potpunim ruševinama. Niže na jugu, u gradu Quảng Trị, članovi američke vojske ubili su preko 600 pripadnika vojske Sjevernog Vijetnama i Vietconga u i oko grada. Za to vrijeme u Sajgonu tisuću pripadnika Vietkonga tri tjedna je odolijevalo napadima američke i južno-vijetnamske vojske od 11 tisuća vojnika.
Međutim, ofenziva Tet imala je drugu posljedicu koja u početku nije bila razmatrana. General Westmoreland postao je javno lice Vijetnamskog rata u SAD-u. Tri puta se nalazio na naslovnici časopisa Time, a 1965. godine proglašen je "Osobom godine" (eng. Man of the Year). Časopis Time ga je opisao kao "snažnu personifikaciju američkog vojnika... koji je pisao povijest, smišljao planove bitaka i ulio... svojim podređenima vlastitu ideologiju u vezi američke pomoći i odgovornosti". Šest tjedana nakon početka ofenzive Tet "podrška javnosti u vezi njegovog ratnog učinka pala je s 48 na 36 posto i, što je još dramatičnije, podrška njegovom načinu ratovanja pala je s 40 na 26 posto".
Još u studenom 1967. godine Westmoreland je javnim nastupima pokušao poboljšati klonulu javnu podršku Johnsonovoj administraciji. Tako je u govoru pred nacionalnom novinarskim klubom rekao da je postignuta točka rata "u kojoj se kraj nazire". Upravo zbog toga javnost je bila još više šokirana i zbunjena kada je te njegove izjave ofenziva Tet u potpunosti opovrgnula. Zahvaljujući upravo toj ofenzivi, američki mediji i javnost koji su do tada u većini slučajeva podržavali američke napore u Vijetnamu sada su se okrenuli protiv Johnsonove administracije, jer se stvorila rupa u kredibilitetu prema vlastitoj vladi.
Premda je ofenziva Tet u smislu žrtava i kontrole teritorija označila veliku pobjedu savezničkih trupa, u smislu strateških posljedica značila je čisti poraz: postala je prekretnica američkog uplitanja u Vijetnamski rat zbog toga što je imala duboki utjecaj na (ne)podržavanje sukoba u samom SAD-u. Unatoč vojnom porazu komunističkih snaga, ofenziva Tet postala je njihova politička pobjeda i označila je kraj ere predsjednika Lyndona B. Johnsona koji je - zbog toga što mu je podrška javnosti pala s 48 na 36 posto - odlučio ne izaći na sljedeće predsjedničke izbore. James Witz je napisao: "ofenziva Tet je bila kontradiktorna izjavama Johnsonove administracije i vojske o progresu rata". ofenziva je također označila i obavještajni neuspjeh na razini Pearl Harbora. Novinar Peter Arnett, međutim, citirao je službenika kojeg nije htio identificirati, a koji je za selo Ben Tre izjavio: "Bilo je potrebno uništiti to selo kako bi ga se spasilo."
Walter Conkite je u svom editorijalu rekao: "Reći da smo danas bliže pobjedi je, sukladno dokazima, vjerovati optimistima koji su griješili u prošlosti. Predložiti da smo na rubu poraza je odlazak u neopravdani pesimizam. Međutim, reći da se nalazimo u pat poziciji čini se kao jedini realističan, iako ne i zadovoljavajući, zaključak". Nakon Cronkiteovog javljanja na televiziji, predsjednik Johnson je navodno rekao: "Ako sam izgubio Cronkitea, izgubio sam srednju Ameriku".
Westmoreland je postao načelnik glavnog vojnog stožera u ožujku 1968. godine nakon što je svaki otpor bio ugašen. Tehnički se radilo o promociji, ali je njegova pozicija postala neodrživa zbog navedene ofenzive te zbog činjenice što je u medije procurio njegov zahtjev za slanje dodatnih 200 tisuća vojnika. Westmorelanda je naslijedio njegov zamjenik Creighton Abrams, zapovjednik manje sklon istupima u medijima.
Dana 10. svibnja 1968. godine, unatoč malim očekivanjima, započeli su mirovni pregovori između SAD-a i Sjevernog Vijetnama u Parizu. Pregovori su se odugovlačili pet mjeseci, sve dok Johnson nije dao naredbu za prestanak bombardiranja Sjevernog Vijetnama.
Povjesničar Robert Dallek je napisao: "Johnsonova eskalacija sukoba u Vijetnamu podijelila je Amerikance u dva ratna stožera... koštala 30 tisuća američkih života do trenutka dok on nije izašao iz predsjedničkog ureda i praktički uništila njegovo predsjedništvo...". Njegovo odbijanje slanja dodatnih trupa u Vijetnam viđeno je kao priznanje da je rat izgubljen. S druge strane gledišta, može se reći da je odbijanje slanja trupa bio i taktički potez kojim se htjelo reći da se rat nije mogao dobiti dodatnom eskalacijom, barem ne po cijenu koja bi bila prihvatljiva američkom narodu. Ministar obrane Robert McNamara je rekao: "Opasna iluzija američke pobjede u tom trenutku bila je mrtva."
Rat u Vijetnamu bilo je glavno političko pitanje tijekom predsjedničkih izbora 1968. godine. Te izbore dobio je republikanski kandidat Richard Nixon.

## Razdoblje predsjednika Nixona (1969. – 1972.)

### Vijetnamizacija
Veliki gubitci komunističkih trupa tijekom Ofenzive Tet omogućile su američkom predsjedniku Richardu Nixonu da započne s povlačenjem američkih snaga iz Vijetnama. Njegov plan, nazvan Nixonova doktrina, uključivao je obučavanje vojske Južnog Vijetnama kako bi oni samostalno mogli obraniti svoju državu. Takva politika uskoro je postala poznata pod drugim imenom - Vijetnamizacija. Vijetnamizacija je imala mnogo sličnosti s politikom Kennedyjeve administracije uz jednu bitnu iznimku: dok je Kennedy inzistirao da se vojska Južnog Vijetnama bori sama, Nixon je pokušao limitirati opseg konflikta.
Nixon je izjavio: "Večeras najavljujem planove za povlačenje dodatnih 150 tisuća američkih trupa čiji povratak se očekuje do proljeća sljedeće godine. Na taj način smanjit ćemo naše prisustvo u Vijetnamu za sveukupno 265,500 vojnika - puno ispod broja vojnika koji je postojao kada smo prije 15 mjeseci preuzeli predsjedništvo." Dana 10. listopada 1969. godine Nixon je naredio zrakoplovnoj eskadrili B-52 naoružanoj nuklearnim oružjem da odlete do sovjetske granice, a sve u cilju kako bi - koristeći se svojom tzv. teorijom luđaka (eng. Madman Theory) - uvjerio Sovjetski Savez da je sposoban učiniti sve što je potrebno ne bi li okončao rat u Vijetnamu.
Nixon je također tražio pregovore. Glavni zapovjednik oružanih snaga na bojišnici Creighton Abrams zbog toga je radio na malim vojnim operacijama, usmjerenim prema komunističkoj logistici te na bolji način koristio vlastitu borbenu moć i bolje surađivao s vojskom Južnog Vijetnama. Nixon je također započeo s tzv. detantom sa Sovjetskim Savezom te Kinom. Takav način vođenja politike pomogao je smanjenju globalnih tenzija te smanjenju prijetnji upotrebe nuklearnih oružja obiju supersila. Međutim, Nixon je bio razočaran što Sovjetski Savez i Kina nastavljaju s opskrbljavanjem vojske Sjevernog Vijetnama. U rujnu 1969. godine Ho Ši Min je umro u 79. godini života.
Cijelo to vrijeme antiratni pokret u SAD-u dobiva na sve jačoj snazi. Nixon je pokušao utjecati na američku "tihu većinu" za koju je mislio da i dalje podržava rat bez da to izjavljuje u javnosti. Međutim, nakon medijskog otkrića masakra u Mai Laiju tijekom kojeg je američki vod silovao i ubio nedužne civile, te nakon incidenta s osmoricom vojnika iz specijalnih postrojbi koji su uhićeni zbog ubojstva navodnog dvostrukog agenta, izbili su novi nacionalni i međunarodni protesti protiv rata. Početkom 1970. godine američke vojne trupe počele su se povlačiti iz pograničnih područja gdje se odvijalo najviše bitaka te su stacionirane na obali i u unutrašnjosti, a sve to uzrokovalo je pad u broju žrtava te godine u odnosu na 1969. godinu za više od 50 posto.

### Kambodža i Laos
Još od 1955. godine princ Norodom Sihanouk proglasio je Kambodžu neutralnom, ali su Komunisti koristili njezino tlo kao bazu pa je Sihanouk tolerirao njihovu prisutnost zbog toga što nije želio biti uvučen u širi sukob u regiji. Međutim, pod pritiskom Washingtona ovu politiku promijenio je 1969. godine pa vijetnamski komunisti više nisu bili dobrodošli. Predsjednik Nixon iskoristio je tu priliku za masivnu bombašku kampanju naziva Operacija Menu usmjerenu protiv komunističkih utočišta uzduž kambodžanske i vijetnamske granice. Samo je pet visoko odlikovanih dužnosnika znalo za navedenu operaciju.
Godine 1970. princa Sihanouka svrgnuo je proamerički premijer Lon Nol. Na zahtjev zamjenika vođe Crvenih Kmera Nuona Chee Sjeverni Vijetnam napao je Kambodžu 1970. godine. SAD i vojska Južnog Vijetnama nakon toga ušli su u Kambodžu kako bi napali vojsku Sjevernog Vijetnama i Vietkong te pokušali zaustaviti komunističko okruženje u glavnom gradu Phnom Penhu. Ovaj upad označio je početak antiratnih protesta diljem SAD-a zbog toga što je Nixon ranije obećao smanjenje američke angažiranosti u sukobu. Pripadnici nacionalne garde ubili su četvero studenata tijekom protesta u državi Ohio na sveučilištu Kent State što je uzrokovalo daljnju javnu srdžbu u SAD-u. Budući da Nixonova administracija nije reagirala na navedeni incident onako kako je javnost to očekivala, antiratni pokret uzeo je sve više maha. Za to vrijeme, američke zračne snage nastavile su sa žestokim bombardiranjem Kambodže kao podrška tamošnjoj vladi, a sve kao dio operacije naziva Freedom Deal.
Godine 1971. New York Times domogao se izvještaja iz Pentagona (tzv. Pentagon Papers). Tajni dokumenti otkrili su kompletnu povijest američke upletenosti u sukob u Vijetnamu, a sve uz odobrenje Ministarstva obrane čime se došlo do zaključka da je američka javnost godinama bila izložena zabludi. Vrhovni sud SAD-a presudio je da je objava tajnih dokumenata bila legalna.
U veljači 1971. godine vojska Južnog Vijetnama krenula je u operaciju Lam Son 719 čiji je cilj bilo presijecanje Ho Ši Minovog puta u Laosu. U prividno neutralnom Laosu dugo je trajao građanski rat u kojem su se sukobili pripadnici Lao naroda koje su podupirale SAD i Pathet Lao sa svojim saveznicima iz Sjevernog Vijetnama. Nakon što su naišli na otpor tijekom operacije, snage Južnog Vijetnama povukle su se u konfuziji. Počeli su bježati preko polja koja su bila prekrivena njihovim vlastitim mrtvim vojnicima. Kada su potrošili rezerve goriva, vojnici su napustili svoja vozila i pokušali se ukrcati na američke helikoptere koji su poslani kako bi pokupili ranjene. Mnogo vojnika Južnog Vijetnama vješalo se za skije helikoptera u očajničkom pokušaju da spase vlastite živote. Američke letjelice morale su uništiti ostavljenu vojnu opremu, uključujući i tenkove, kako ista ne bi došla u neprijateljske ruke. Polovica trupa vojske Južnog Vijetnama je u navedenoj operaciji ubijena ili zarobljena. Sama operacija bila je totalni fijasko i označila je potpuni potop Vijetnamizacije. Karnow je napisao: "Ovdje se radilo o zabludi monumentalne prirode. Vrhovne zapovjednike oružanih snaga Južnog Vijetnama obučavali su Amerikanci deset, pa čak i petnaest godina od kojih su mnogi otišli na obučavanje u Sjedinjene Države, ali na kraju se ispostavilo da nisu puno naučili."
Godine 1971. Australija i Novi Zeland povukli su svoje vojnike iz Vijetnama. Američke trupe dodatno su se smanjile na 196,700 vojnika uz rok od povlačenja još 45 tisuća vojnika do veljače 1972. godine. Kako su se antiratni prosvjedi širili SAD-om, u vojnim redovima širila se razočaranost i loša disciplina uključujući konzumiranje droge i dezerterstvo.
Vijetnamizacija je ponovno testirana 1972. godine za vrijeme Uskrsne ofenzive kada je vojska Sjevernog Vijetnama napala Južni Vijetnam. Vojska Sjevernog Vijetnama skupa s Vietkongom brzo je osvojila sjeverne provincije i u koordinaciji s ostalim snagama iz Kambodže prijetila prepoloviti zemlju na pola. Za to vrijeme povlačenje američkih trupa se nastavilo, ali američke zračne snage odradile su Operaciju Linebacker i bombaškim napadima uspjele zaustaviti ofenzivu. Međutim, u tom trenutku postalo je jasno da bez američke zračne potpore Južni Vijetnam nije mogao preživjeti. Posljednje američke trupe na tlu povučene su do kraja ožujka 1973. godine; američka mornarica i zračne snage ostale su u Tonkinškom zaljevu kao i u Tajlandu i Guamu.

### Predsjednički izbori 1972. i mirovni pregovori u Parizu
Vijetnamski rat bio je glavna tema predsjedničkih izbora 1972. godine. Nixonov suparnik George McGovern u svojoj je kampanji bio za povlačenje svih snaga iz Vijetnama. Nixonov savjetnik za nacionalnu sigurnost, Henry Kissinger, nastavio je s tajnim pregovorima s Le Ducom Thoom iz Sjevernog Vijetnama. U listopadu 1972. godine postigli su dogovor.
Međutim, predsjednik Južnog Vijetnama Thieu zahtijevao je goleme izmjene mirovnog sporazuma. Kada su detalji sporazuma postali javni u Sjevernom Vijetnamu, Nixonova administracija smatrala je da Sjever želi osramotiti predsjednika. Pregovori su stali na mrtvoj točki, a Hanoi je tražio nove izmjene. Kako bi pokazao svoju potporu Južnom Vijetnamu i prisilio Hanoi da se vrati za pregovarački stol, Nixon je naredio novu Operaciju Linebacker II koja se sastojala od žestokog bombardiranja gradova Hanoi i Haiphong u razdoblju od 18. do 29. prosinca 1972. godine. U ofenzivi je uništen veliki dio preostale gospodarstvene i industrijalne moći Sjevernog Vijetnama. Paralelno s ovim napadima, Nixon je vršio pritisak na Thieua da pristane na uvjete dogovora, prijeteći da će prekršiti jednostrani mir i u potpunosti prestati davati toliko potrebnu američku pomoć.
Dana 15. siječnja 1973. godine Nixon je najavio prestanak ofenzivnih akcija protiv Sjevernog Vijetnama. Mirovni sporazum u Parizu o "završetku rata i ponovnom postizanju mira u Vijetnamu" potpisan je 27. siječnja 1973. godine te je na taj način službeno okončana američka upletenost u Vijetnamski sukob. Prekid vatre obznanjen je i u Sjevernom i u Južnom Vijetnamu, a američki ratni zarobljenici pušteni su na slobodu. Dogovor je garantirao teritorijalni integritet Vijetnama (poput onoga koje je garantirala Ženevska konvencija iz 1954. godine) te nacionalne izbore na sjeveru i jugu zemlje. Prema potpisanom mirovnom dogovoru, američke snage imale su period od šezdeset dana za potpuno povlačenje s teritorija Vijetnama. "Ovaj članak", ističe Peter Church "zapravo je jedini u cijelom pariškom mirovnom sporazumu koji je u potpunosti ispoštovan".

## Protivljenje američkom uplitanju u Vijetnamski rat (1962. – 1973.)
Tijekom trajanja Vijetnamskog rata veliki dio američke populacije protivio se američkom uplitanju u sukob u Južnom Vijetnamu. Javno mnijenje u vezi uplitanja u sukob snažno se okrenulo protiv rata nakon 1967. godine, a do 1970. tek trećina Amerikanaca vjerovala je da SAD nisu pogriješile sa slanjem vlastitih trupa da se bore u Vijetnamu.
Gotovo trećina američke populacije snažno se protivila ratu. Danas je moguće specificirati točno određene grupe koje su predvodile antiratni pokret i njihove razloge zbog čega su to radili. Mnogi mladi ljudi protestirali su zbog toga što su upravo oni bili ti koji su mogli biti unovačeni i otići u taj dio jugoistočne Azije, dok su ostali bili protiv rata zbog rasta popularnosti samog antiratnog pokreta u smislu tzv. Kontrakulture 60-ih i općenite kulture konzumiranja droge u američkom društvu tog doba te slušanja glazbe koja je u to vrijeme bila na vrhuncu popularnosti.
Neki zagovornici mirovnog pokreta tražili su jednostrano povlačenje američkih snaga iz Vijetnama. Jedan od glavnih razloga tog mišljenja bilo je to da bi povlačenje trupa pridonijelo stabilizaciji regije, a samim time bi se automatski smanjilo krvoproliće. Rano protivljenje američkom uplitanju u Vijetnamski sukob svoju je inspiraciju crpilo iz Ženevske konvencije 1954. godine. Na američku potporu Diemovom režimu gledalo se kao na osujećivanje demokracije kakvom se Amerika inače ponosi. John F. Kennedy, dok je još bio senator, protivio se američkom uplitanju u Vijetnam.
Protivljenje uplitanju u Vijetnamski sukob ujedinilo je grupe koje su se protivile američkom antikomunizmu i imperijalizmu. Ostali, poput Stephena Spira protivili su se ratu na temelju Teorije pravednog rata. Neki su pokušavali pokazati solidarnost prema ljudima iz Vijetnama, poput Normana Morrisona koji je imitirao djela Thícha Quảnga Đứca. U televizijskom programu od 15. svibnja 1965. godine, Eric Severeid je, javljajući se za CBS, održao debatu između McGeorgea Bundyja i Hansa Morgenthaua čiji je cilj bio ukazati na glavne ratne interese SAD-a u to vrijeme s pitanjima: "1. Koje je opravdanje američke prisutnosti u Vijetnamu - zašto smo uopće tamo?; 2. Koja je fundamentalna priroda ovog rata? Radi li se o agresiji Sjevernog Vijetnama ili je to građanski rat među ljudima Južnog Vijetnama?; 3. Na koji način je vlast komunističke Kine uopće upletena u sukob u Vijetnamu i koji su njezini daljnji planovi?; 4. Koje su alternative našoj trenutnoj politici u Vijetnamu?"
Protivljenje ratu u nekim trenucima išlo je toliko daleko da su organizirane ulične demonstracije kako bi se pokušalo promijeniti političko mišljenje prema sukobu. Dana 15. listopada 1969. godine, masovni prosvjed diljem SAD-a nazvan Vijetnamski moratorij privukao je milijune Amerikanaca na ulice. Na demokratskoj nacionalnoj konvenciji 1968. godine izbili su nemiri tijekom protesta protiv rata. Nakon što su u javnost procurile informacije o masakru u selu Mai Lai 1968. godine antiratni pokret dobio je još više članova, a neki ratni veterani pridružili su se pokretu nazvanom Vijetnamski veterani protiv rata. Fatalna pucnjava koja se dogodila na sveučilištu Kent State 1970. godine u kojoj je poginulo četvero studenata dovela je do masovnih protesta na sveučilištima diljem SAD-a. Antiratni prosvjedi završili su kada su se posljednje američke trupe povukle iz Vijetnama, nakon potpisanog mirovnog sporazuma u Parizu 1973. godine. Južni Vijetnam ostavljen je da se brani sam, a kao posljedica toga mnogi stanovnici tog dijela svijeta pobjegli su upravo u Sjedinjene Države.

## Odlazak Amerikanaca (1973. – 1975.)
Tijekom posljednjih godina Vijetnamizacije Sjedinjene Države započele su s drastičnim smanjivanjem vlastitih trupa u Južnom Vijetnamu. Mnogo je trupa povučeno iz regije, a 5. ožujka 1971. SAD su u bivšu bazu Fort Bragg u Sjevernoj Karolini vratile 5. grupu Specijalnih snaga koja je bila prva američka jedinica poslana u Južni Vijetnam. 
Prema mirovnom sporazumu iz Pariza potpisanog između ministra vanjskih poslova Sjevernog Vijetnama Lêa Đứca Thọa, američkog državnog tajnika Henryja Kissingera i južnovijetnamskog predsjednika Thieua, američke vojne snage povukle su se iz Južnog Vijetnama, a došlo je i do razmjene ratnih zarobljenika. Sjevernom Vijetnamu bilo je dopušteno da nastavi opskrbljivati komunističke trupe na jugu, ali samo zamjenjujući potrošeni materijal. Kasnije te godine Kissinger i Thọ dobili su Nobelovu nagradu za mir, ali ju je vijetnamski pregovarač odbio primiti uz komentar da pravi mir još uvijek nije postignut.
Komunističke vođe nadale su se da će potpisani sporazum o prekidu vatre otići na njihovu stranu. Međutim Sajgon je započeo potiskivati Vietkong potpomognut američkom pomoći koju je dobio prije nego što je sporazum stupio na snagu. Prema memoarima Trầna Văna Tràa zbog toga su Komunisti krenuli s novom strategijom organiziranja serije sastanaka u Hanoiju tijekom ožujka 1973. godine.
Kao vrhovni zapovjednik Vietkona, Tra je sudjelovao u nekoliko takvih sastanaka. Nakon prestanka američkog bombardiranja Sjevernog Vijetnama, rad na Ho Ši Minovom putu te ostalim logističkim strukturama mogao se nastaviti. Logistika se nastavljala sve dok Sjever ne bi došao u poziciju napraviti masovnu invaziju na Jug, a koju je planirao tijekom sušne sezone 1975./76. godine. Tra je izračunao da bi to mogao biti posljednji pokušaj Hanoija da udari na južnjake prije nego Sajgon bude u potpunosti pripravan za bitku.
Na predsjedničkim izborima 1972. godine održanim u studenom, demokratski kandidat George McGovern izgubio je 49 od sveukupno 50 država od predsjednika Richarda Nixona. Dana 15. ožujka 1973. godine predsjednik Nixon natuknuo je da će se SAD ponovno uplesti u sukob ako Komunisti naruše prekid vatre. Međutim, javnost i Kongres SAD-a nisu podupirali predsjednika pa je u travnju za američkog ambasadora u Vijetnamu Nixon postavio Grahama Martina. Upravo njegovo postavljanje za ambasadora bio je rani signal da je Washington odustao od Vijetnama. Tijekom njegovog saslušanja u lipnju 1973. godine, ministar obrane James R. Schlesinger izjavio je da predlaže nastavak američkog bombardiranja Sjevernog Vijetnama u slučaju da Sjeverni Vijetnam krene s velikom ofenzivom prema Južnom Vijetnamu. Dana 4. lipnja 1973. godine američki Senat donio je tzv. Case-Church amandman kako bi spriječio takvu intervenciju.
Naftna kriza u listopadu 1973. godine koja je uslijedila nakon Jomkipurskog rata u Egiptu uzrokovala je znatnu štetu u gospodarstvu Južnog Vijetnama. Vietkong je nastavio sa svojim ofenzivnim operacijama kada je započela sezona suše i do siječnja 1974. godine ponovno zauzela teritorij kojeg je izgubila u prethodnoj sušnoj sezoni. Nakon dva sukoba u kojem je poginulo 55 pripadnika vojske Južnog Vijetnama, predsjednik Thieu je dana 4. siječnja 1974. godine obznanio da je rat ponovno započeo te da mirovni sporazum u Parizu više nije na snazi. Tijekom trajanja prekida vatre poginulo je preko 25 tisuća ljudi iz Južnog Vijetnama.
Dana 9. kolovoza 1974. godine Gerald Ford preuzeo je predsjedništvo SAD-a nakon što je predsjednik Nixon podnio ostavku zbog Watergate skandala. U to vrijeme Kongres SAD-a je smanjio financijsku pomoć Južnom Vijetnamu s jedne milijarde dolara na 700 milijuna dolara. Te iste godine izabran je novi Kongres SAD-a u kojem su dominirali demokrati koji su bili još odlučniji konfrontirati se s predsjednikom u vezi rata. Kongres je odmah izglasao restrikcije za financiranje i vojnu aktivnost tijekom 1975. godine uz uvjet da do 1976. godine SAD u potpunosti raskinu bilo kakve veze sa sukobom u Vijetnamu.
Uspjeh ofenzive 1973./74. tijekom sezone suše inspirirao je Traa da se u listopadu 1974. godine vrati u Hanoi i zatraži veću ofenzivu tijekom sljedeće sušne sezone. Ovoga puta Tra je mogao putovati autocestom što je bila znatna promjena u odnosu na dane kada su se za putovanja koristile nesigurne planinske ceste Ho Ši Minovog puta. Giap, ministar obrane Sjevernog Vijetnama, nije želio odobriti Traov plan zbog toga što je mislio da bi veća ofenziva mogla nanovo isprovocirati američku reakciju te tako narušiti njegov plan za veliku invaziju planiranu 1976. godine. Tra je zbog toga zatražio pomoć od prvog tajnika La Duana koji je odobrio operaciju koja je zahtijevala ograničenu ofenzivu iz Kambodže u provinciju Phước Long. Cilj napada bio je riješiti logističke probleme, izazvati reakciju snaga Južnog Vijetnama, ali i vidjeti hoće li se Amerika ponovno uplesti u sukob.
Dana 13. prosinca 1974. godine snage Sjevernog Vijetnama napale su rutu 14 provincije Phước Long. Phuoc Binh, glavni grad provincije, pao je 6. siječnja 1975. godine. Predsjednik Ford očajnički je pokušao od svog Kongresa dobiti odobrenje za sredstva kako bi pomogao vojsci Južnog Vijetnama prije nego bude pregažena, ali Kongres je to odbio učiniti. Pad Phuoc Binha i nedostatak američkog odgovora na napad ostavio je vojsku Južnog Vijetnama potpuno demoraliziranom.
Brzina uspjeha nagnala je Politburo da preispita svoju strategiju. Odlučeno je da će operacije u središnjem gorju biti povjerene generalu Vănu Tiếnu Dũngu te da bi se Pleiku trebao zauzeti, ako bi to bilo moguće. Prije nego što je otišao na Jug, Le Duan je rekao Dungu: "Nikada prije nismo imali tako savršene vojne i političke uvjete ili takvu stratešku prednost kao što ih imamo sada."
Početkom 1975. godine Južni Vijetnam imao je tri puta više topova i dva puta više tenkova i ostalih naoružanih vozila nego njegovi neprijatelji. Također je imao i 1400 zrakoplova, a bio je i duplo brojniji u samim vojnim jedinicama od svojih komunističkih neprijatelja. Međutim, rast cijene nafte značio je da je većina toga bila neupotrebljiva. Bili su suočeni s dobro organiziranim, izrazito odlučnim i solidno financiranim Sjevernim Vijetnamom. Većina materijala i financija Sjevernog Vijetnama dolazila je iz komunističkog bloka. Unutar Južnog Vijetnama zavladao je kaos. Odlazak američke vojske kompromitirao je njihovu gospodarsku ovisnost o američkoj financijskoj pomoći i američkim trupama. Južni Vijetnam također je trpio od globalne rececije uzrokovane naftnom krizom.

### Završna ofenziva Sjevernog Vijetnama
Nakon što se sjeverni dio zemlje našao pod njihovom kontrolom, Politburo je naredio generalu Dungu da krene u finalnu ofenzivu prema Sajgonu. Prema operativnom planu Ho Ši Minove kampanje, Sajgon je trebao biti zauzet prije 1. svibnja budući su u Hanoiju željeli izbjeći nadolazeći monsun koji bi u teoriji mogao pomoći snagama Južnog Vijetnama za pregrupiranje i jaču obranu njihovog glavnog grada. Moral snaga Sjevernog Vijetnama zbog posljednjih pobjeda bio je na visokoj razini i uskoro su zauzeli Nha Trang, Cam Ranh i Da Lat.
Dana 7. travnja tri divizije Sjevernog Vijetnama napale su grad Xuan Loc koji se nalazi 64 kilometara istočno od Sajgona. Snage Sjevernog Vijetnama u bitci kod Xuan Loca naišle su na žestoki otpor 18. divizije Južnog Vijetnama koja je bila brojčano nadjačana šest naprema jedan. U sljedeća dva krvava tjedna vodit će se žestoke bitke tijekom kojih će snage Južnog Vijetnama pokušati zadržati prodor Sjevernjaka. Međutim, do 21. travnja izmučeni garnizon morao se povući prema Sajgonu.
Istoga dana ogorčeni predsjednik Thieu dao je ostavku uz izjavu da su Sjedinjene Države izdale Južni Vijetnam. U oštrom verbalnom napadu rekao je da ga je američki državni tajnik Henry Kissinger prevario te nagovorio da potpiše mirovni sporazum u Parizu prije dvije godine obećavši mu vojnu pomoć koju mu je kasnije uskratio. Nakon što je prenio predsjedničke ovlasti na Trầna Văna Hươnga, Thieu je 25. travnja otišao u Tajvan. U isto vrijeme, tenkovi Sjevernog Vijetnama došli su do Biên Hòa i okrenuli se prema Sajgonu, usput uništavajući izolirane trupe Južnog Vijetnama. Do kraja travnja snage Južnog Vijetnama poražene su na svim frontama osim u regiji Mekong Delta. Tisuće izbjeglica krenule su u najjužnije predjele zemlje bježeći pred komunističkim jurišem. Dana 27. travnja stotinu tisuća vojnika Sjevernog Vijetnama okružilo je Sajgon. Grad je branilo 30 tisuća pripadnika vojske Južnog Vijetnama. Kako bi ubrzali kolaps grada i stvorili paniku, vojnici Sjevernog Vijetnama granatirali su aerodrom i prisilili njegovo zatvaranje nakon čega je veliki broj civila shvatio da više nigdje ne mogu pobjeći.

### Pad Sajgona
Kaos, nemir i panika izbili su na ulicama Sajgona dok su histerični državni dužnosnici i civili Južnog Vijetnama pokušali pobjeći iz grada. Proglašeno je izvanredno stanje. Američki helikopteri započeli su s evakuacijom Južnih Vijetnamaca, američkih i stranih državljanja iz raznih dijelova grada te iz američke ambasade. Američki ambasador Graham Martin je s tzv. operacijom Frequent Wind čekao do posljednjeg mogućeg trenutka zbog svojih uvjerenja da će obrana Sajgona izdržati te da će se moći postići politički dogovor.
Ministar obrane Schlesinger ranog jutra 29. travnja 1975. godine objavio je da je posljednji helikopter iz Sajgona evaukirao američko diplomatsko, vojno i civilno osoblje. Operacija Frequent Wind bila je vjerojatno najveća helikopterska evakuacija u povijesti. Započela je 29. travnja u očajničkoj atmosferi dok se histerični narod Vijetnamaca otimao za ograničeni prostor. Martin je molio Washington da pošalje 700 milijuna dolara pomoći kako bi se pokušale mobilizirati svježe vojne snage. Međutim, američko mišljenje o ovom sukobu već je odavno bilo izrečeno.
Za to vrijeme u SAD-u na Južni Vijetnam se gledalo kao na propalu državu. Predsjednik Gerald Ford je u televizijskom obraćanju od 23. travnja izjavio da je Vijetnamski rat završio te da je s njim završila i sva američka pomoć. Operacija Frequent Wind nastavila se bez prestanka dok su tenkovi Sjevernog Vijetnama probili zadnje linije obrane i ušli u predgrađe Sajgona. Ranog jutra 30. travnja 1975. godine posljednji američki marinci evaukirani su helikopterom iz ambasade, dok su civili preplavili područje ambasade u očajničkim pokušajima da se ukrcaju. Ironija je da su mnoge od njih zaposlili upravo Amerikanci koji su ih sada ostavili vlastitoj sudbini.
Tog istog dana, trupe Sjevernog Vijetnama ušle su u Sajgon i brzo savladale svaki otpor te zauzele ključne zgrade. Otprilike oko 11:30 sati po lokalnom vremenu tenk iz 324. divizije razbio je vrata palače Independence na kojoj se nekoliko minuta potom započela vijoriti zastava Vietkonga. Predsjednik Dương Văn Minh, koji je naslijedio to mjesto od Huonga dva dana ranije, bio je prisiljen predati se.

## Afroamerikanci u Vijetnamu
Iskustva Afroameričkog vojnog osoblja tijekom Vijetnamskog rata dobila su značajnu pozornost. Na primjer, internetska stranica African-American Involvement in the Vietnam War sadržava popriličan broj primjera takve pozornosti kao i knjiga i televizijski izvještaji autora Wallacea Terryja.
Epigraf Terryjeve knjige naslova Bloods: An Oral History of the Vietnam War by Black Veterans iz 1984. godine uključuje sljedeći citat: "Intuicija mi govori da Afroamerički vojnik ima puno bolje razumijevanje o tome o čemu se u ovom ratu radi od bilo kojeg bijelog vojnika" - general William C. Westmoreland, Sajgon, 1967. godine. Uvod knjige također uključuje i obzervacije o utjecaju rata na crnačku zajednicu općenito te posebno na Afroameričke vojnike koji su služili vojni rok tijekom sukoba. Što se potonjeg tiče, autor pogotovo upućuje na sljedeće: veću proporciju ratnih žrtava Afroameričkih vojnika u Vijetnamu nego bilo kojih drugih američkih vojnika drugih rasa, različito ponašanje crnačkih vojnih karijerista prema običnim crnim vojnicima, diskriminaciju na koju su nailazili Afroamerički vojnici "na fronti u smislu dobivanja odličja, promocije ili vojnih zadataka" kao i činjenicu što su morali izdržavati situacije poput "rasnih uvreda, paljenja križeva i zastava Konfederacije koje su nosili njihovi bijeli kolege" te iskustva crnih vojnika u kontinentalnom dijelu Amerike tijekom rata i nakon američkog povlačenja iz sukoba. Nakon što je rat završen došlo se do brojke od 12,5 posto poginulih Afroameričkih vojnika tijekom sukoba.

## Ratni zločini
Tijekom trajanja Vijetnamskog rata počinjen je veliki broj ratnih zločina. Odgovornih za ratne zločine bilo je na objema sukobljenim stranama, a zločini su uključivali silovanja, masakre nad civilima, bombardiranje civilnih ciljeva, terorizam i široku uporabu mučenja i ubijanja ratnih zarobljenika. Dodatni slični zločini uključivali su pljačke, palež i uništavanje imovine koja se nije smatrala vojnom potrebom.

### Ratni zločini Sjevernog Vijetnama, Vietkonga i Crvenih Kmera
Pobunjenici Vietkonga navodno su odsijecali genitalije voditeljima sela i šivali ih u njihovim krvavim ustima, odsijecali jezike bespomoćnim žrtvama, gurali koplja bambusa kroz jedno i drugo uho, otvarali utrobe trudnih žena, ubijali djecu, sjekli muškarce i žene na komade i odsijecali prste maloj djeci koja su se pokušala obrazovati. Prema izvještajima američkog senata, odredi su dobivali mjesečne kvote za ubojstva. Bivši načelnik CIA-e u Sajgonu Peed De Silva napisao je da su se od rane 1963. godine postrojbe Vietkonga koristile metodama vađenja utroba i drugim, a sve u svrhu psihološkog načina rata.
Prema procjeni Guentera Lewyja, odredi Vietkonga ubili su najmanje 37 tisuća civila u Južnom Vijetnamu te redovno provodili teror na dnevnoj bazi. Ami Pedahzur je napisao da je "ukupan broj i obim terorizma kojeg je provodio Vietkong jednak ili čak veći od najvećih terorističkih kampanja vođenih bilo gdje u svijetu u zadnjoj trećini 20. stoljeća". Najpoznatija zvjerstva koja je počinio Vietkong uključuju masakr preko tri tisuće nenaoružanih civila u gradu Huếu tijekom Ofenzive Tet te spaljivanje stotina civila bacačima plamena u masakru Đắk Sơn. Na putu za Tuy Hòu 1975. godine ubijeno je ili oteto gotovo 155 tisuća izbjeglica koje su bježale od posljednje tzv. Proljetne ofenzive Sjevernog Vijetnama. Prema Rummelu, trupe Sjevernog Vijetnama i Vietkonga ubile su između 106 i 227 tisuća civila u Južnom Vijetnamu. Sjeverni Vijetnam također je bio poznat po nehumanom i užasnom tretmanu američkih ratnih zraobljenika od kojih je najpoznatiji bio zatvor Hỏa Lò (drugog imena Hanoi Hilton) u kojem su se provodile drastične metode mučenja čiji je cilj bio dobivanje "informacija".
Pobunjenici Crvenih Kmera također su navodno počinili stravične zločine tijekom Vijetnamskog rata. Ti zločini uključuju ubojstva civila i ratnih zarobljenika na način da su im odsijecane glave i to svaki dan po malo, uništavanje budističkih hramova i ubijanje monaha, napadi na izbjegličke logore uz namjerno ubijanje malih beba, otmicu i smaknuća novinara te sustavno granatiranje grada Phnom Penha više od godinu dana. Novinarski iskazi govorili su u prilog granatiranju Crvenih Kmera koji su "gotovo kontinuirano mučili glavni grad" uz "nasumične smrti i osakaćivanje" gotovo 2 milijuna zatočenih civila.
Odredi Crvenih Kmera nasilno su evakuirali cijeli grad nakon što su ga preuzeli u onome što je kasnije opisano kao "koračanje prema smrti": Francois Ponchaud je napisao: "Nikada neću zaboraviti invalida koji nije imao niti ruke niti noge, a koji se kretao po zemlji poput slomljenog crva; ili oca u plaču koji u naručju nosi svoju 10-godišnju djevojčicu omotanu s plahtom oko njegovog vrata poput remena; ili muškarca čije je stopalo visjelo s ostatka noge povezano s ničim osim s njegovom vlastitom kožom". John Swain je napisao da su pripadnici Crvenog Kmera "iznosili pacijente iz bolnica poput smeća na ulice... U pet godina ratovanja, ovo je bio najveći karavan ljudske mizerije koji sam ikada vidio."

### Američki ratni zločini
Godine 1968. pod okriljem Pentagona osnovana je Radna skupina za ratne zločine Vijetnamskog rata utemeljena nakon masakra u selu Mai Lai, a kako bi se pokušala ustanoviti istinitost rastućih tvrdnji o ratnim zločinima koje su počinile američke vojne snage u Vijetnamu tijekom trajanja Vijetnamskog sukoba.
Istraga je u konačnici imala preko 9 tisuća istraživačkih dosjea, svjedočanstava pod zakletvom i statusnih izvještaja glavnih vojnih zapovjednika na temelju kojih je potvrđeno 320 različitih incidenata. Navedeni slučajevi uključivali su 7 masakara počinjenih u razdoblju od 1967. do 1971. godine u kojima je ubijeno minimalno 137 civila; 78 drugih napada na ciljeve koji se nisu nalazili u direktnoj borbi, a koji su uključivali najmanje 57 mrtvih, 56 ranjenih i 15 seksualno napastovanih civila; 141 slučaj američkih vojnika koji su mučili civile ili ratne zarobljenike tukući ih rukama, štapovima ili palicama, polijevali ih vodom ili davali elektrošokove. Istraživano je preko 800 navodnih zvjerstava, ali su u konačnici samo 23 vojnika osuđena za optužbe te su odslužili kazne manje od godine dana. Izvještaj Los Angeles Timesa na temelju dosjea iz arhive zaključuje da ratne zločine nisu počinjavale samo neke vojne skupine, već da su se zločini događali u svakom vodu koji je bio aktivan u Vijetnamu.
Godine 2003. serija istraživačkih izvještaja Toledo Bladea otkrila je veliki broj neprijavljenih američkih ratnih zločina pogotovo onih koje su počinile posebne jedinice Tiger Force. Neki od najnasilnijih ratnih zločinaca bili su Sam Ybarra i narednik Roy E. "the Bummer" Bumgarner.
Godine 1971. kasniji američki predsjednički kandidat John Kerry svjedočio je pred američkim senatom i izjavio da je preko 150 američkih veterana svjedočilo tijekom istrage naziva Winter Soldier, a koji su u detalje opisali ratne zločine počinjene u Jugoistočnoj Aziji.
"Pričali su nam o događajima iz vremena kada su osobno silovali, odsijecali uši i glave, vezali genitalije žicama od telefona i puštali struju, odsijecali udove, dizali tijela u zrak, nasumično pucali na civile, sravnjavali sela u maniri Džingisa Kana, pucali na stoku i pse iz zabave, trovali zalihe hranom i općenito uništavali zaselke Južnog Vijetnama uz dodatak normalnom ratnom uništavanju."
Prema procjeni političkog znanstvenika R. J. Rummela, američke vojne trupe ubile su oko 6 tisuća vijetnamskih civila tijekom Vijetnamskog rata. Što se, pak, zločina Južnog Vijetnama tiče, u razdoblju od 1964. do 1975. godine Rummel procijenjuje da je otprilike 1500 ljudi ubijeno tijekom prisilnog preseljavanja 1 200 000 civila i da je dodatnih 5 tisuća zatvorenika umrlo zbog lošeg tretmana te da je vojska Južnog Vijetnama pogubila oko 30 tisuća onih koje je smatrala Komunistima ili koji su se borili za "krivu stvar". Dodatnih 6 tisuća civila poginulo je zbog razornih bombardiranja. Procjenjuje se da su trupe Južnog Vijetnama sveukupno uzrokovale između 42 i 118 tisuća smrti.
U svojoj knjizi Kill Anything that Moves iz 2013. godine autor Nick Turse objašnjava da su nemilosrdan nagon prema što većem broju mrtvih tijela, raširena upotreba slobodne paljbe u regiji, pravila vođenja borbe u kojima su civili koji su bježali pred vojnicima ili helikopterima bili smatrani pripadnicima Vietkonga te općenito raširen prijezir vijetnamskog naroda prema Amerikancima doveli do masovnih civilnih žrtava i endemskih ratnih zločina koje su počinile američke trupe. Jedan takav primjer kojeg Turse citira je onaj iz operacije Speedy Express koju je provela 9. pješačka divizija, a koju je John Paul Vann opisao kao "mnogi Mai Laievi". Detaljan citat:

Kapetan ratnog zrakoplovstva Brian Wilson vidio je rezultate iz prve ruke. "Bilo je to oličenje nemorala... Jedanput sam brojio tijela nakon zračnog napada - koji su uvijek završavali s ispucavanjem dvaju bombi napalma koje bi jednostavno spalile sve što je preostalo - i nabrojio sam šezdeset i dva tijela. U svom izvještaju napisao sam da je bilo mnogo žena između petnaest i dvadeset i pet godina starosti i mnogo djece - koja su se obično nalazila u naručju svojih majki ili vrlo blizu njih - te mnogo staraca." Kada je poslije pročitao svoj izvještaj o mrtvima, ustanovio je da u njemu piše da je bilo 130 mrtvih pripadnika Vietkonga.

### Ratni zločini Južne Koreje
Vojne snage Južne Koreje također su odgovorne za ratne zločine počinjene u vrijeme Vijetnamskog rata. Jedan od masakara bio je onaj u Tây Vinh tijekom kojeg su postrojbe Južne Koreje ubile 1200 nenaoružanih civila u razdoblju od 12. veljače do 17. ožujka 1966. godine u selu Binh An (danas Tây Vinh), jednoj od provincija Južnog Vijetnama. Drugi primjer južnokorejskih ratnih zločina je masakr u Gò Dàiju gdje je ubijeno 380 civila dana 26. veljače 1966. godine.

## Posljedice sukoba

### Događaji u jugoistočnoj Aziji
Dana 2. srpnja 1976. godine Sjeverni i Južni Vijetnam službeno su ujedinjeni u Socijalističku Republiku Vijetnam. Nakon komunističkog preuzimanja između milijun i dva i pol milijuna Južnih Vijetnamaca poslano je u logore za preodgoj, a procjenjuje se da je tamo umrlo oko 165 tisuća zatvorenika. Pogubljeno je između 50 i 100 tisuća Južnih Vijetnamaca. Analitičar političkih egzekucija R. J. Rummel procijenio je da je otprilike 50 tisuća stanovnika Južnog Vijetnama koji su bili poslani u "nove ekonomske zone" umrlo od prisilnog rada od sveukupno jednog milijuna ljudi koji su se tamo nalazili. Prema informacijama UNHCR-a između 200 i 400 tisuća Vijetnamaca umrlo je u čamcima i brodovima na moru pokušavajući prebjeći iz Vijetnama.
Glavni grad Kambodže, Phnom Penh, pao je pod komunističku vlast Crvenih Kmera dana 17. travnja 1975. godine. Pod vodstvom Pola Pota Crveni Kmeri u konačnici će od sveukupne populacije od osam milijuna stanovnika ubiti između 1 i 3 milijuna Kambodžanaca u tzv. Poljima smrti. Minimalno 1 386 734 žrtvava pronađeno je u masovnim grobnicama dok se prema demografskoj analizi može zaključiti da je politika toga režima uzrokovala između 1,7 i 2,5 miljiuna prisilnih smrti (uključujući smrti uzrokovane bolešću ili glađu). Nakon učestalih pograničnih sukoba 1978. godine, Vijetnam je napao Kambodžu i svrgnuo režim Crvenih Kmera u kambodžansko-vijetnamskom ratu. Vijetnamci su postavili novu vladu koju su vodili prebjezi iz Crvenih Kmera, a koja je ubila desetke tisuća i porobila stotine tisuća stanovnika.
Kao odgovor na navedeno, Kina je napala Vijetnam 1979. godine. Te dvije zemlje vodile su kratki pogranični rat poznat pod imenom kinesko-vijetnamski rat. Od 1978. do 1979. godine otprilike 450 tisuća etničkih Kineza napustilo je Vijetnam koristeći brodove kao izbjeglice ili su bili izbačeni duž granice s Kinom.
U prosincu 1975. godine komunistički Pathet Lao svrgnuo je rojalističku vladu Laosa i uspostavio Demokratsku republiku Lao naroda. Konflikti između pobunjenika Hmonga i Pathet Laoa nastavili su se, ali u izoliranim slučajevima. Vlada Laosa je skupa s vojskom republike Vijetnam optužena za počinjenje genocida protiv naroda Hmong - od sveukupno 400 tisuća ljudi ubijeno je njih gotovo 100 tisuća. U razdoblju od 1975. do 1996. godine u Sjedinjene Države naselilo se otprilike 250 tisuća Lao izbjeglica iz Tajlanda, uključujući i 130 tisuća pripadnika naroda Hmong.
Tijekom Indokineske izbjegličke krize preko 3 milijuna ljudi napustilo je Vijetnam, Laos i Kambodžu. Većina zemalja Azije nije htjela prihvatiti te izbjeglice koje su uglavnom bježale brodovima. Između 1975. i 1998. godine procijenjeno je da je 1,2 milijuna izbjeglica iz Vijetnama i ostalih južnoistočnih azijskih zemalja pobjeglo u Sjedinjene Države, dok su Kanada, Australija i Francuska prihvatile preko 500 tisuća. Kina je prihvatila oko 250 tisuća izbjeglica. Godine 1988. Vijetnam je pogodila masovna glad koja je utjecala na milijune stanovnika. U Aziji je Vijetnam igrao sličnu ulogu kao Kuba u Latinskoj Americi: podupirao je lokalne revolucionarne grupe te bio sjedište sovjetskog komunističkog stila.
Ostaci rata (uglavnom eksplozivne naprave) i danas ubijaju ljude. Prema podacima vijetnamske vlade otprilike 42 tisuće ljudi poginulo je od zaostalih mina i drugih eksplozivnih naprava nakon završetka sukoba. Godine 2012. prema izvještajima aktivista i vladinih službenih dokumenata od bombi i ostalih eksplozivnih naprava skrivenih tijekom rata poginulo je oko 500 ljudi u Vijetnamu, Laosu i Kambodži.
Kemijska supstanca poznata pod imenom Agent Orange i druge vrste kemikalija također su uzele veliki broj žrtava i odgovorne su za ozljede stanovništva tijekom godina nakon završetka sukoba, uključujući i američke zrakoplovne snage koje su s njima baratale. Dana 9. kolovoza 2012. Sjedinjene Države i Vijetnam započeli su zajedničku operaciju čišćenja toksičnih kemikalija na dijelu međunarodnog aerodroma Danang što je označilo prvo američko uplitanje u čišćenje kemijske supstance Agent Orange u Vijetnamu od završetka sukoba.

### Posljedice za SAD
U razdoblju nakon rata Amerikanci su se borili sami sa sobom kako bi absorbirali lekcije svog vojnog uplitanja. Jedan od glavnih vojnih arhitekata sukoba, general Maxwell Taylor, je napisao: "Prvo i osnovno - mi nismo poznavali sami sebe. Mislili smo da odlazimo u još jedan Korejski rat, ali ovo je bila potpuno drugačija zemlja. Drugo - nismo poznavali naše južnovijetnamske saveznike... A o Sjevernom Vijetnamu znali smo gotovo ništa. Tko je uopće bio Ho Ši Min? Nitko to zapravo nije znao. Dok ne upoznamo svog neprijatelja, svoje saveznike i sami sebe, bolje nam je da se držimo podalje od ovog prljavog posla. To je vrlo opasno." Predsjednik Ronald Reagan izmislio je termin Vijetnamski sindrom kako bi opisao nevoljkost američke javnosti i političara da podupiru američke međunarodne intervencije poslije Vijetnama.
Prema nekim mišljenjima "odgovornost ultimativne propasti ove politike (američkog povlačenja iz Vijetnama) ne leži u onima koji su se borili, već u onima koji su sjedili u Kongresu...". Suprotno tome, službena povijest američke vojske ističe: "Činilo se kao da su vojne taktike često postojale same za sebe, a ne kao dio veće strategije i ciljeva. U Vijetnamu je vojska doživjela taktičke uspjehe i strateške neuspjehe... Naslijeđe Vijetnamskog rata može biti lekcija da jedinstvene povijesne, političke, kulturološke i drušvene faktore uvijek uništi vojska... Uspjeh ne počiva samo na vojnom progresu već i na točnoj analizi prirode određenog sukoba, razumijevanju neprijateljske strategije i procjeni jačine i slabosti saveznika. Nova poniznost i sofisticiranost mogli bi stvoriti najbolje dijelove kompleksnog naslijeđa koje ostaje vojsci nakon dugačkog i žestokog rata u Vijetnamu".
Američki državni tajnik Henry Kissinger u tajnom memorandumu predsjedniku Geraldu Fordu napisao je: "Što se vojne taktike tiče moramo iznijeti zaključak da naše oružane snage nisu bile spremne za ovakvu vrstu rata. Čak niti specijalne postrojbe koje su stvorene za ovakvo ratovanje nisu uspjele u svom zadatku." Čak je i ministar obrane Robert McNamara zaključio da je "mišljenje o vojnoj pobjedi američkih snaga u Vijetnamu bila opasna iluzija."
Pojavile su se sumnje u efikasnost velikih, razornih i dugotrajnih bombardiranja. Predstojnik vojnog stožera Harold Keith Johnson je napisao: "Ako smo išta naučili iz Vijetnama, naučili smo da zračna sila ne može riješiti stvar." Čak je i general William Westmoreland priznao da je bombardiranje bilo izrazito neefikasno. Zaključio je: "I danas sumnjam da bi Sjeverni Vijetnam popustio."
Nemogućnost dovođenja Hanoija za pregovarački stol također je ukazala na još jednu lošu procjenu SAD-a. Sjevernjački vođe bili su sastavljeni od čvrstih Komunista koji su se borili preko trideset godina. Porazili su Francuze, a njihova ustrajnost kao nacionalista i komunista bila je jaka. Ho Ši Min je navodno rekao: "Možete ubiti deset mojih ljudi za svakog jednog kojeg ubijem ja... Ali čak i u takvim okolnostima vi ćete biti ti koji će izgubiti, a ja ću izaći kao pobjednik."
Vijetnamski rat također je doveo u pitanje amerčku vojnu doktrinu. General marinaca Victor H. Krulak izrazito je kritizirao Westmorelandovu strategiju nazvavši je "gubitkom američkih života... s malom šansom za uspjeh." Uz to pojavile su se i sumnje u mogućnost američkog vojnog obučavanja stranih vojski. Između 1965. i 1975. godine SAD su potrošile 111 milijardi dolara na rat što je rezultiralo velikim saveznim deficitom budžeta.
U Vijetnamskom ratu sudjelovalo je preko 3 milijuna Amerikanaca od kojih je otprilike 1,5 milijuna sudjelovalo u pravim bitkama. James E. Westheider je napisao: "Na vrhuncu američke upletenosti u sukob 1968. godine, u Vijetnamu se nalazilo 543 tisuće američkog vojnog osoblja, ali samo 80 tisuća njih smatralo se borbenim trupama." Od Drugog svjetskog rata vojnu obvezu u SAD-u kontrolirao je sam Predsjednik, ali je to završilo 1973. godine.
Do kraja rata sveukupno je poginulo 58,220 Amerikanaca, više od 150 tisuća bilo ih je ranjeno, a minimalno 21 tisuća završila je s nekim oblikom invaliditeta. Prosječna starost američkih trupa ubijenih u Vijetnamu je iznosila 23,11 godina starosti. Prema Daleu Kueteru "od svih ubijenih Amerikanaca, 86,3 posto je bilo bijelaca te 12,5 posto Afroamerikanaca i pripadnika drugih rasa." Otprilike 830 tisuća vijetnamskih veterana obolilo je od nekog stupnja PTSP-a poslije sukoba. Procjenjuje se da je otprilike 125 tisuća Amerikanaca pobjeglo u Kanadu kako bi izbjegli odlazak u rat te da je dodatnih 50 tisuća vojnika dezertiralo. Predsjednik Jimmy Carter je 1977. godine potpisao puni i bezuvjetni oprost svima onima koji su bježali ili dezertirali tijekom Vijetnamskog rata.
Do 2013. godine američka vlada na vijetnamske veterane i njihove obitelji i preživjele troši više od 22 milijarde dolara godišnje.

### Broj žrtava
Procjene ukupnog broja žrtava Vijetnamskog sukoba variraju ovisno o izvorima, a prema jednom od njih sveukupno je poginulo 3,8 milijuna ljudi tijekom rata. Između 195 i 430 tisuća civila iz Južnog Vijetnama te između 50 i 65 tisuća civila Sjevernog Vijetnama poginulo je u ratu. Tijekom sukoba Vietkong je izgubio između 171,331 i 220,357 ljudi. Službena brojka Ministarstva obrane SAD-a o ubijenim komunističkim snagama tijekom Vijetnamskog rata između 1965. i 1974. godine iznosi 950,765. Službenici ministarstva vjeruju da je taj broj napumpan za minimalno 30 posto. Uz to, Guenter Lewy ističe da su jedna trećina ubijenih "neprijatelja" najvjerojatnije civili te zaključuje da je stvarna brojka smrti komunističkih vojnih snaga vjerojatno bliža brojci od 444 tisuće. Prema detaljnoj demografskoj studiji izračunato je da se sveukupna brojka smrti svih sudionika vijetnamskog sukoba kreće između 791 000 i 1 141 000 žrtava. Između 240 i 300 tisuća Kambodžanaca, oko 60 tisuća pripadnika Lao naroda te 58,220 tisuće Amerikanaca poginulo je tijekom rata u Vijetnamu.

### Popularna kultura
Vijetnamski rat korišten je za potrebe televizije, filma, videoigara i literature u zemljama sudionicama sukoba. U američkoj popularnoj kulturi izraz Ludi vijetnamski veteran (eng. Crazy Vietnam Veteran) koji opisuje izluđenog ili mentalno poremećenog čovjeka zbog njegovih osobnih iskustava u sukobu postao je čest izraz u upotrebi nakon rata.
Jedan od prvih velikih filmova o Vijetnamskom ratu je bio proamerički Zelene beretke iz 1968. godine redatelja i glavnog glumca Johna Waynea. Tijekom 70-ih i 80-ih godina prošlog stoljeća snimljen je niz filmova čija se tema na ovaj ili onaj način doticala sukoba u Vijetnamu uključujući Lovca na jelene redatelja Michalea Cimina iz 1978. godine, Apokalipsu danas redatelja Francisa Forda Coppole iz 1979. godine, Vod smrti redatelja Olivera Stonea iz 1986. godine (temeljenog na njegovim osobnim iskustvima), Full Metal Jacket redatelja Stanleyja Kubricka iz 1987. godine, Hamburger Hill iz 1987. godine i Žrtve rata iz 1989. godine. Noviji filmovi koji se dotiču teme Vijetnamskog rata su Bili smo vojnici iz 2002. te Rescue Dawn iz 2007. godine.
Rat je također znatno utjecao i na generaciju glazbenika u Vijetnamu i SAD-u s obje strane - antiratne i pro/antikomunističke. Glazbena skupina Country Joe and the Fish snimila je pjesmu I-Feel-Like-I'm-Fixin'-To-Die Rat / The "Fish" Cheer iz 1965. godine koja je brzo postala jedna od najutjecajnijih himni antiratnih prosvjeda.
Trinh Cong Son bio je poznati kantautor iz Južnog Vijetnama poznat po svojim antiratnim pjesmama.